# تاريخ الحركة النسوية
تاريخ الحركة النسوية هو السرد الزمني للحركات والأيديولوجيات التي تهدف إلى الحقوق المتساوية للمرأة. في حين النسويات في جميع أنحاء العالم قد اختلفوا في الأسباب والأهداف والنوايا اعتماداً على الوقت، والثقافة، والبلاد، معظم المؤرخات النسويات الغربيات يؤكدون أن جميع الحركات التي تعمل على الحصول على حقوق المرأة ينبغي اعتبارها حركات نسوية، حتى إذا لم يطلقوا هذه التسمية على أنفسهم.

## الحركة النسوية المبكرة
الناس والنشطاء الذين ناقشوا أو اقترحوا مساواة المرأة قبل وجود الحركة النسوية يُصنَّفون أحيانًا على أنهم نسويو ما قبل النسوية. ينتقد بعض العلماء هذا المصطلح لأنهم يعتقدون أنه يقلل من أهمية المساهمات السابقة أو أن النسوية ليس لها تاريخ خطي واحد، كما هو متضمن في مصطلحات مثل ما قبل النسوية أو ما بعد النسوية.
منذ حوالي 24 قرنا،  أفلاطون، وفقا لإيلين هوفمان باروخ، دافع من أجل المساواة الكاملة بين الجنسين في المجالين السياسي والجنسي، داعيًا إلى أن يُصبحن أعضاء في أعلى درجاته... أولئك الذين يحكمون ويقاتلون".
الكاتبة الإيطالية-الفرنسية كريستين دي بيزان (1364 - c. 1430)، مؤلفة كتاب مدينة السيدات وEpître au Dieu d'Amour (رسالة إلى إله الحب) استشهد بها سيمون دي بوفوار كأول امرأة لشجب كراهية النساء والكتابة عن العلاقة بين الجنسين. ومن بين الكاتبات النسويات الأوائل، هاينريش كورنيليوس أغريبا وموديستا دي بوزو دي فورزي، اللتان عملتا في القرن السادس عشر،  وكتاب القرن السابع عشر هانا وولي في إنجلترا،  وخوانا إينيس دي لا كروز في المكسيك.
كان مارغريت كافنديش، دوقة نيوكاسل أبون تاين، أحد أهم الكتاب النسويين في القرن السابع عشر في اللغة الإنجليزية. كانت معرفتها معترف بها من قبل البعض، مثل باثو-ماكن، النسوية، التي كتبت أن «الهولنديات الجدد للقلعة الجديدة، من خلال عبقرتها الخاصة، بدلا من أي تعليمات في الوقت المناسب، تتخطى الكثير من الرجال القبيرين،» لها مثالا رئيسيا على ما يمكن للمرأة أن تصبح من خلال التعليم.

## القرن الثامن عشر: عصر التنوير
تميز عصر التنوير من خلال التفكير العقلي العلماني وازدهار الكتابة الفلسفية. دافع العديد من فلاسفة عصر التنوير عن حقوق النساء، بما في ذلك جيريمي بينثام (1781)، وماركيز دي كوندورسيه (1790)، وماري وولستونكرافت (1792).

### جيريمي بينثام
وقال الفيلسوف الإنجليزي والفيلسوف الليبرالي الكلاسيكي جيريمي بينثام إن وضع المرأة في وضع أدنى من الناحية القانونية مما جعله يختار مهنة الإصلاحي في سن الحادية عشرة. تحدث بينثام عن المساواة الكاملة بين الجنسين بما في ذلك حقوق التصويت والمشاركة في الحكومة. عارض المعايير الأخلاقية الجنسية غير المتكافئة بين الرجال والنساء.
في كتابه «مقدمة لمبادئ الأخلاق والتشريع» (1781)، أدان بنثام بشدة الممارسة الشائعة للعديد من البلدان لإنكار حقوق المرأة بسبب تدني عقولهم. أعطى بنثام العديد من الأمثلة على الحكام الإناث القادرات.

### ماركيز دي كوندورسيه
كان نيكولاس دي كوندورتي عالمًا رياضيًا، وسياسيًا ليبراليًا كلاسيكيًا، وقاد الثورة الفرنسية، والجمهوريّة، والفولطوريّ المناهض للكتبة. كما كان مدافعاً عنيفًا عن حقوق الإنسان، بما في ذلك المساواة بين النساء وإلغاء العبودية، وهو أمر غير معتاد في الثمانينيات من القرن الثامن عشر. دافع عن حق المرأة في التصويت في الحكومة الجديدة في عام 1790 م (من أجل القبول في حقوق المواطنة للنساء).

### أوليمبوس جوجز والإعلان
بعد مناشدات كوندورست المتكررة، لكنها فشلت، أمام الجمعية الوطنية في 1789 و1790، قام أوليمبوس جوجس (بالاشتراك مع جمعية أصدقاء الحقيقة) بتأليف ونشر إعلان حقوق المرأة في عام 1791. هذا هو نداء آخر للحكومة الفرنسية الثورية للتعرف على الحقوق الطبيعية والسياسية للمرأة. غوغس كتب الإعلان في نشرة إعلان حقوق الإنسان والمواطن، تقريبًا كاعلان لفشل الرجال في تضمين أكثر من نصف السكان الفرنسيين في المساواة. على الرغم من أن الإعلان لم يحقق أهدافه على الفور، إلا أنه كان في الواقع حقيقة أنه كان من الممكن لهم أن يرضوا بآرائهم حول إخفاقاتهم في المساواة، وبيان حقوق المرأة وإعلان المشاعر.

### ويلستونكرافت وفنديكيشن

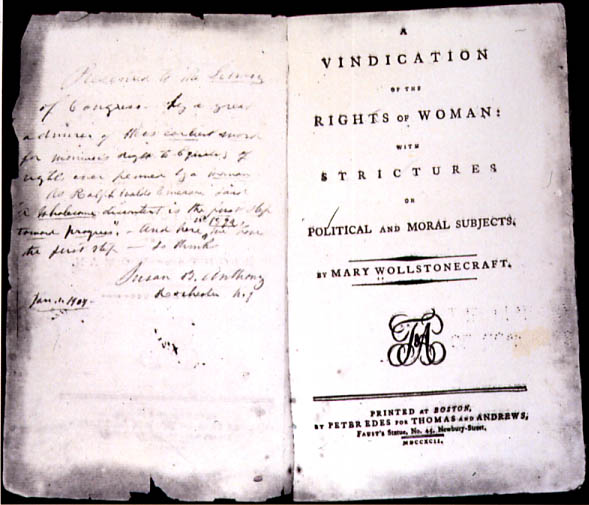
الطبعة الأولى طبعة من إثبات حقوق المرأة

ربما كانت الكاتبة النسوية الأكثر ذكراً في ذلك الوقت ماري وولستونكرافت، التي غالباً ما وصفت بأنها أول فيلسوفة نسوية. إن إثبات حقوق المرأة (1792) هو واحد من الأعمال الأولى التي يمكن أن تسمى بشكل لا لبس فيه نسوية، على الرغم من المعايير الحديثة مقارنة بالنساء إلى النبلاء، النخبة في المجتمع (المدعومة والهشة، وفي خطر من الكسل الفكري والكسل الأخلاقي) قد يبدو في البداية كحجة نسوية.ورأت وولستونكرافت أن تعليم وتربية النساء على أنهن يخلقن توقعات محدودة بناء على صورة ذاتية تمليها وجهة نظر الذكور النموذجية. وهي تعكس المشاكل التي ليس لديها إجابات سهلة، يبقى هذا الكتاب حجر الأساس للفكر النسوي.
تعتقد وولستونكرافت أن كلا الجنسين ساهم في عدم المساواة. لقد اعتبرت المرأة ساهمت بشكل أكبر من الرجال كأمر مسلم به، وقررت أن كلاهما يتطلب تعليمًا لضمان التغييرات الضرورية في المواقف الاجتماعية. بالنظر إلى أصولها المتواضعة وتعليمها القليل، فإن إنجازاتها الشخصية تتحدث عن تصميمها الخاص. جذبت وولستونكرافت سخرية صموئيل جونسون، الذي وصفها وأمثالها بأنها "Amazons of the pen". واستناداً إلى علاقته مع هيستر ثريل،  اشتكى من تعدي النساء على منطقة كتابة الذكور، وليس ذكاءهن أو تعليمهن. بالنسبة للعديد من المعلقين، تمثل وولستونكرافت أول تدوين للمساواة في المساواة بين الجنسين، أو رفض للدور الأنثوي في المجتمع.

## القرن ال 19
ردت الناشطات النسويات في القرن التاسع عشر على الظلم الثقافي، بما في ذلك القبول الخبيث والواسع النطاق للصورة الفيكتورية لدور المرأة «الكامل» و«المثالي». خلق المفهوم الفيكتوري انقسامًا بين «مجالات منفصلة» للرجال والنساء كان شديدًا. محددة بوضوح من الناحية النظرية، وإن لم يكن دائمًا في الواقع. في هذه الأيديولوجية، كان الرجال يشغلون المجال العام (مساحة العمل المأجور والسياسة) والنساء في المجال الخاص (المنزل والأطفال). هذا «المثلث الأنثوي»، الذي أطلق عليه أيضًا «عبادة الحياة»، وكتبت في كتب السلوك الفيكتوري مثل كتاب إدارة الأسرة للسيدة بيتون وكتب سارة ستيكني إليس. جاء الملاك في البيت (1854) وو آل إنجيل من هوغار، الأكثر مبيعا من قبل كوفنتري باتمور وماريا ديل بيلار ماركو، لترمز إلى المثال الأنثوي الفيكتوري. قامت الملكة فيكتوريا بنفسها بنقد مفهوم الحركة النسائية، الذي وصفته في رسائل خاصة بأنه «حماقة جنون شريرة من» حقوق المرأة "".

### النسوية في الخيال
مثل جين أوستن، شارلوت برونتي، آن برونتي، إليزابيث جاسكل، وجورج إليوت اللاتي صورن بؤس وإحباط النساء. في روايتها الذاتية روث هول (1854)،  تصف الصحفية الأمريكية فاني فيرن نضالها الخاص لدعم زوجها كصحافية بعد وفاة زوجها المفاجئ. كتبت لويزا ماي ألكوت رواية نسوية قوية،  (مطاردة الحب المميتة الطويلة) (1866)، عن محاولات الشابة للهروب من زوجها الكبير وأصبحت مستقلة.
كما أدرك المؤلفون الذكور الظلم ضد المرأة. أوجزت روايات جورج ميريديث، جورج جيسينج،  وتوماس هاردي،  ومسرحيات هنريك إبسن  محنة النساء المعاصرة. ديانا من ملتقي الطرق (1885) ميريديث هو سرد لحياة كارولين نورتون. وقد وصف أحد النقاد فيما بعد مسرحيات إبسن بأنها «دعاية نسوية».

### ماريون ريد وكارولين نورتون
في بداية القرن التاسع عشر، لم يكن للأصوات النسائية المعارضة إلا القليل من التأثير الاجتماعي. لم تكن هناك علامات تذكر على التغيير في النظام السياسي أو الاجتماعي، ولا أي دليل على وجود حركة نسائية معروفة. بدأت الاهتمامات الجماعية بالاندماج مع نهاية القرن، موازية لظهور نموذج اجتماعي أكثر صرامة ومدونة لقواعد السلوك التي وصفتها ماريون ريد بأنها حبيسة وقمعية للنساء. في حين أن التركيز المتزايد على الفضيلة الأنثوية أثار جزئياً الدعوة إلى حركة المرأة، فإن التوترات التي سببها هذا الدور للنساء أصابت العديد من النسويات في أوائل القرن التاسع عشر بشك وقلق، وأثارت وجهات نظر معارضة.
في اسكتلندا، نشرت ريد كتابها «نداء من أجل المرأة» المؤثر في عام 1843،  والذي اقترح أجندة غربية عبر المحيط الأطلسي لحقوق المرأة، بما في ذلك حقوق التصويت للنساء.
دعت كارولين نورتون للتغييرات في القانون البريطاني. حيث اكتشفت نقصًا في الحقوق القانونية للنساء عند الدخول في زواج مسيء. ساعدت الدعاية الناتجة عن مناشدتها للملكة فيكتوريا  والنشاطات ذات الصلة في تغيير القوانين الإنجليزية للاعتراف بأمور النساء المتزوجات وحضانة الأطفال واستيعابها.

### فلورانس نايتنجيل وفرانسيس باور كوبيه

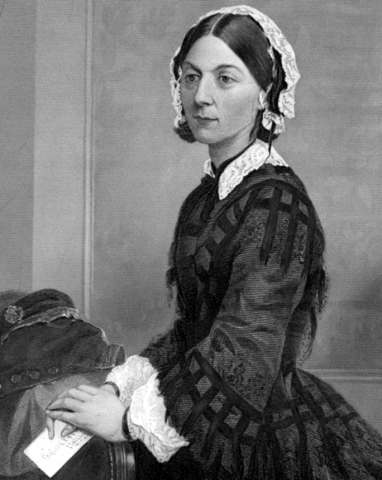
فلورنس نايتنجيل

في حين أن العديد من النساء بما في ذلك نورتون كانوا حذرين من الحركات المنظمة،  كانت أفعالهم وكلماتهم في كثير من الأحيان محفّزة وألهمت مثل هذه الحركات. من بين هؤلاء كانت فلورنس نايتنغيل، التي اقتنعت بأن النساء يمتلكن كل إمكانات الرجال لكن لا شيء من الفرص  دافعت مهنتها في التمريض. في ذلك الوقت، تم التأكيد على فضائلها الأنثوية على براعتها، مثال على التحيز ضد الاعتراف بإنجاز المرأة في منتصف القرن التاسع عشر.
بسبب الإيديولوجيات المتفاوتة، لم تكن النسويات دائمًا تدعم جهود بعضهن البعض. ورفضت هارييت مارتينو وغيرها مساهمات وولستونكرافت  على أنها خطيرة، واستنكرت صراحة نورتون ، لكنها استغلت حملة إلغاء عقوبة الإعدام التي شهدتها مارتينو في الولايات المتحدة  باعتبارها حملة يجب تطبيقها منطقياً على النساء. كانت مؤسستها في أمريكا  محورية: فقد أمسكت بمخيلة النساء اللواتي حثنها على تولي قضيتهن.

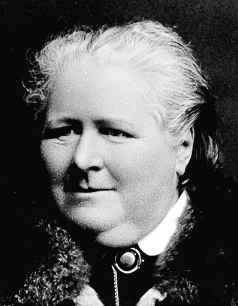
فرانسيس كوببي

تأثرت آنا ويلر بإشتراكيي القديس سيمونيان أثناء العمل في فرنسا. ودعت إلى حق الاقتراع واجتذبت انتباه بنيامين ديسرايلي، زعيم المحافظين، باعتباره راديكاليًا خطيرًا على قدم المساواة مع جيريمي بينثام. ستلهم لاحقًا المدافعة الاشتراكية والمساواة بين الجنسين ويليام طومسون،  الذي كتب عمله الأول المنشور باللغة الإنجليزية للدعوة إلى المساواة الكاملة لحقوق المرأة «النداء من نصف الإنسانية» عام 1825.
وكانت صحافيات من أمثال مارتينو وكوب في بريطانيا ومارجريت فولر في أمريكا يحققن عملاً صحافياً، مما جعلهن في وضع يسمح لهن بالتأثير على النساء الأخريات. تشير كوب إلى «حقوق المرأة» ليس فقط في الملخص، ولكن كسبب يمكن تحديده.

### حملات نسائية
أعطت الحملات الفرص للمرأة لاختبار مهاراتها السياسية الجديدة ولضم مجموعات الإصلاح الاجتماعي المتباينة. وتشمل نجاحاتهم حملة قانون حقوق المرأة المتزوجة (الصادر عام 1882) والحملة الرامية إلى إلغاء قوانين الأمراض المعدية لعام 1864 و1866 و1869، التي وحدت الجماعات النسائية والليبراليين المنفعين مثل جون ستيوارت ميل.
ظهرت جوزفين بتلر، التي سبق لها أن العمل في قضايا الدعارة، وقائدة كاريزمية، وناشطة محنكة، كزعيمة طبيعية  للرابطة الوطنية للسيدات لإلغاء قوانين الأمراض المعدية في عام 1869. أظهر عملها قوة محتملة لمجموعة ضغط منظمة. وقد نجحت الجمعية في القول إن القوانين لا تقتصر على إهانة البغايا فحسب، بل أيضاً على جميع النساء والرجال من خلال الترويج لمعيار مزدوج جنسي صارخ. أسفرت أنشطة بتلر عن تطرف العديد من النساء المعتدلات. ألغيت القوانين في عام 1886.
على نطاق أصغر، قامت آني بيسانت بحملة من أجل حقوق الفتيات (عمال المصانع الإناث) وضد الظروف المروعة التي عملن بها في لندن. أصبح عملها في نشر الظروف الصعبة للعمال من خلال المقابلات في الدوريات نصف الأسبوعية مثل The Link طريقة لإثارة الاهتمام العام بالقضايا الاجتماعية.

## من القرن التاسع عشر إلى القرن الحادي والعشرين
لم تعترف النسويات بموجات منفصلة من النسوية حتى عينت الصحافية مارثا لير هذه الموجة الثانية، وفقا لجينيفر بومغاردنر. يقول بومغاردنر إن الانتقاد من قبل البروفيسور روكسان دونبار-أورتيز من التقسيم إلى موجات  وصعوبة تصنيف بعض النسويات إلى موجات محددة،  يجادل بأن النقاد الرئيسيين للموجة من المرجح أن يكونوا أعضاء في الموجة السابقة التي تبقى أمر حيوي،  وأن الأمواج تأتي أسرع. وقد أثر «النقاش حول الموجات» على كيفية قيام المؤرخين وغيرهم من العلماء بتأسيس كرونولوجيات النشاط السياسي للمرأة.

### الموجة الأولي

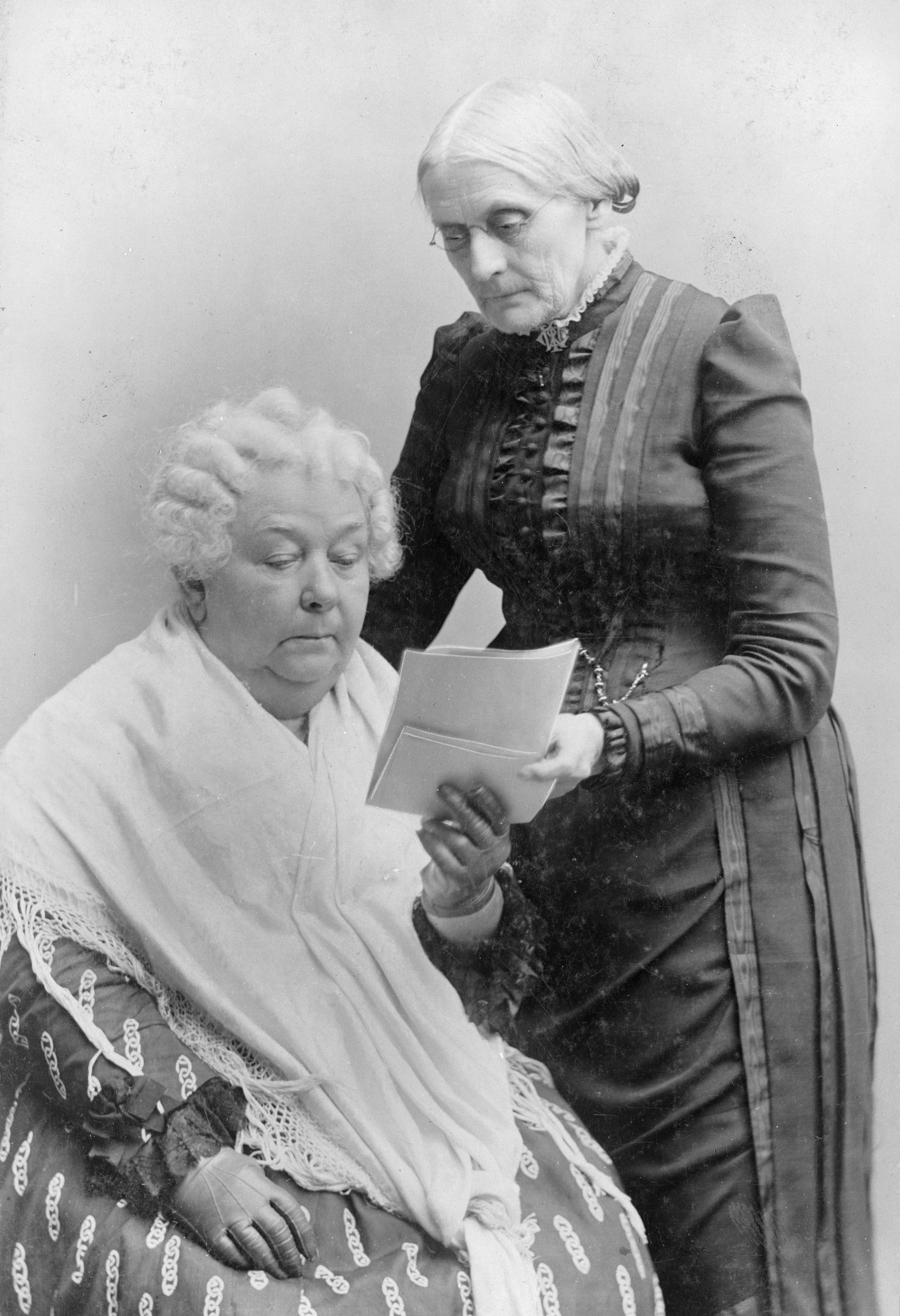
إليزابيث كادي ستانتون (جالسة) وسوزان ب. أنتوني

يُعرف النشاط النسوي الذي يعود إلى القرن التاسع عشر وأوائل القرن العشرين في العالم الناطق بالإنجليزية والذي يسعى إلى الفوز بحق المرأة في الانتخاب، وحقوق تعليم الإناث، وظروف عمل أفضل، وإلغاء المعايير المزدوجة للمساواة بين الجنسين، باسم حركة النسوية من الموجة الأولى. تم صياغة مصطلح «الموجة الأولى» بأثر رجعي عندما اسُتخدم مصطلح الحركة النسوية من الموجة الثانية لوصف حركة نسوية أحدث قاومت التفاوت الاجتماعي والثقافي بما يتجاوز التفاوت السياسي الأساسي. في الولايات المتحدة، قام قادة الحركة النسوية بحملة من أجل الإلغاء الوطني للعبودية والاعتدال قبل الدفاع عن حقوق المرأة. شملت الحركة النسائية الأمريكية الأولى مجموعة واسعة من النساء، وبعضهن ينتمين إلى جماعات مسيحية محافظة (مثل فرانسيس ويلارد والاتحاد النسائي المسيحي للمرأة)، والبعض الآخر يشبه التنوع والراديكالية لكثير من الحركة النسائية من الموجة الثانية (مثل ستانتون وأنتوني وماتيلدا جوسلين غيج، والرابطة الوطنية لحقوق المرأة، التي كان ستانتون رئيسا لها. تعتبر حركة النسوية الأولى في الولايات المتحدة قد انتهت بصدور التعديل التاسع عشر لدستور الولايات المتحدة (1920)، الذي منح النساء البيض حق التصويت في الولايات المتحدة.
لم يقتصر النشاط من أجل مساواة المرأة على الولايات المتحدة. في منتصف القرن التاسع عشر، كانت الطاهرة نشطة كشاعرة ومصلحة دينية، وسجلت كإعلان عن المساواة للمرأة عند إعدامها. ألهمت أجيال لاحقة من النسويات الإيرانيات. قامت لويز ديتمار بحملة من أجل حقوق المرأة، في ألمانيا، في أربعينيات القرن التاسع عشر. على الرغم من ذلك بقليل في وقت متأخر من الزمن، كانت فوساي إيشيكاوا في الموجة الأولى من نشطاء النسوية في بلدها اليابان، حيث قامت بحملات من أجل حق المرأة في التصويت. كانت ماري لي ناشطة في حركة حق الاقتراع في جنوب أستراليا، أول مستعمرة أسترالية تمنح النساء حق التصويت في عام 1894. وفي نيوزيلندا، عملت كيت شيبارد وماري آن مولر على تحقيق أصوات النساء بحلول عام 1893.

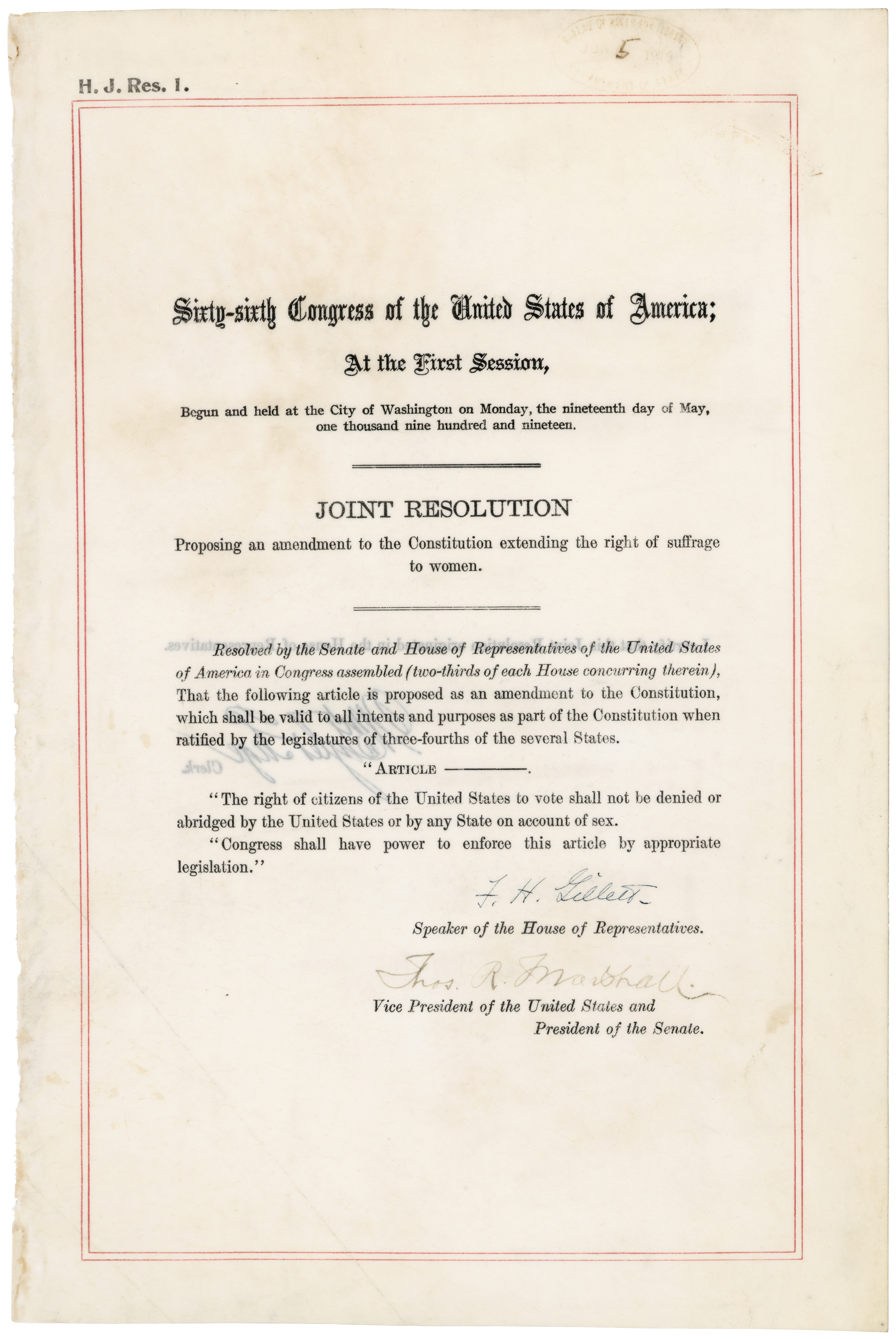
التعديل التاسع عشر

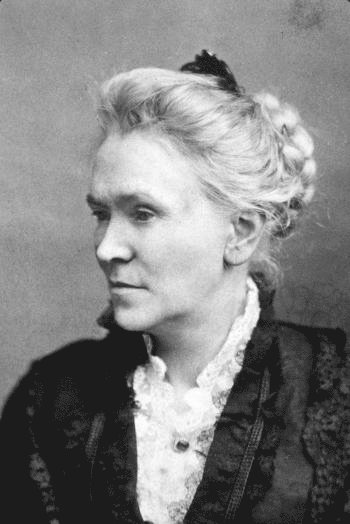
ماتيلدا جوسلين جيج

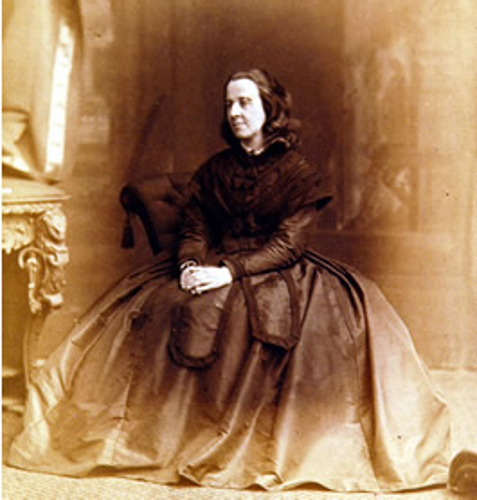
بيسي رينر باركس

إليزابيث كادي ستانتون and لوكريشا موت
التقت إليزابيث كادي ستانتون ولوكريتيا موت في عام 1840 بينما كانت في طريقها إلى لندن حيث تم تجنبها كامرأة من قبل القيادة الذكورية في أول اتفاقية عالمية مناهضة للرق. في عام 1848، عقدت موت وستانتون اتفاقية حقوق المرأة في سينيكا فولز، نيويورك، حيث تم صياغة إعلان استقلال المرأة. وساعدت لوسي ستون في تنظيم أول اتفاقية وطنية لحقوق المرأة في عام 1850، وهو حدث أكبر بكثير أثارت فيه سوجورنر تروث، وأبي كيلي فوستر، وآخرين، سوزان ب. أنتوني، قضية حقوق المرأة. في ديسمبر 1851، ساهمت سوجورنر تروث في الحركة النسوية عندما تحدثت في مؤتمر المرأة في أكرون، أوهايو. وقد ألقت خطابها «لا أذكر امرأة» القوي في محاولة لتعزيز حقوق المرأة من خلال إظهار قدرتها على إنجاز المهام المرتبطة تقليديًا بالرجال. وقد التقت باربرا ليه سميث مع موت في عام 1858،  لتقوية الصلة بين الحركات النسائية عبر المحيط الأطلسي.
رأت ستانتون وماتيلدا جوسلين غيج الكنيسة عقبة رئيسية في سبيل حقوق المرأة،  ورحبوا بالأدب الناشئ عن النظام الأمومي. أنتج كل من غيج وستانتون أعمالًا حول هذا الموضوع، وتعاونا في الكتاب المقدس للمرأة. كتبت ستانتون «العصر الأمومي»  وكتبت غيج «المرأة والكنيسة والدولة»، وقامت بإدخال نظرية يوهان جاكوب باشوفن بشكل رائع وإضافة منظور معرفى فريد ونقد الموضوعية وتصور الذات.
ولاحظ ستانتون ذات مرة فيما يتعلق بافتراضات دونية الإناث: «إن أسوأ ميزة لهذه الافتراضات هي أن النساء أنفسهن يصدقنهم». ومع ذلك، فإن هذه المحاولة لاستبدال التقليد اللاهوتي (المتمحور حول الذكور) اللاهوتية (المتمحورة حول الذكور) مع وجهة نظر gynocentric (محورها المرأة) لم تحرز تقدمًا كبيرًا في الحركة النسائية التي تهيمن عليها العناصر الدينية. وبالتالي تم تجاهلهاإلى حد كبير من قبل الأجيال اللاحقة.
بحلول عام 1913، كانت الحركة النسوية (التي كانت مكتوبة بالأصل) عبارة عن مصطلح عائلي في الولايات المتحدة. وشملت القضايا الرئيسية في 1910s و1920s حق الاقتراع، والنشاط الحزبي للمرأة، والاقتصاد والعمالة، والجنسيات والأسر، والحرب والسلام، وتعديل دستوري للمساواة. كان ينظر إلى كل من المساواة والفرق على أنهما طريقتان لتمكين المرأة. تضمنت المنظمات في ذلك الوقت حزب المرأة الوطني، واقتترعت مجموعات مناصرة مثل جمعية اقتراع المرأة الأمريكية الوطنية، والرابطة الوطنية للنساء الناخبات، والجمعيات المهنية مثل الرابطة الأمريكية للنساء الجامعيات، والاتحاد الوطني لنوادي الأعمال والمهن النسائية، والرابطة الوطنية لنقابات المرأة، وجماعات الحرب والسلام مثل الرابطة النسائية الدولية للسلم والحرية، والمجلس الدولي للمرأة، والجماعات التي تركز على الكحول الاتحاد النسائي للاعتدال المسيحي والمؤسسة النسائية لإصلاح الحظر الوطني، والمنظمات التي تركز على العرق والجنس مثل الرابطة الوطنية للنساء الملونات. ومن بين القادة والمثقفين جين أدامز، وإيدا ب. ويلز-بارنيت، وأليس بول، وكاري تشابمان كات، ومارغريت سانجر، وتشارلوت بيركنز جيلمان.

### أوائل القرن العشرين

في هولندا، حاربت ويلهيلمنيا دروكر (1847–1925) بنجاح للتصويت وحقوق متساوية للنساء من خلال المنظمات السياسية والنسوية التي أسستها. في 1917-1919 تم التوصل إلى هدفها في حق المرأة في التصويت.

في الجزء الأول من القرن العشرين، والمعروف أيضًا باسم العصر الإدواردي، كان هناك تغيير في الطريقة التي ترتدي بها النساء وانتقلن من صلابة الفيكتوري والرضا. غالباً ما ترتدي النساء، وخاصة النساء اللاتي تزوجن من رجل ثري، ما نعتبره اليوم عمليًا.
تظهر الكتب والمقالات والخطب والصور والأوراق من هذه الفترة مجموعة متنوعة من الموضوعات بخلاف الإصلاح السياسي والاقتراع الذي نوقش علنا. في هولندا، على سبيل المثال، كانت القضايا النسوية الرئيسية هي الحقوق التعليمية والحقوق الطبية الرعاية،  تحسين ظروف العمل، والسلام، والتغلب علي المعايير المزدوجة بين الجنسين.
في عام 1906، صنفت صحيفة ديلي ميل لأول مرة هؤلاء النساء «أصوات النساء» كشكل من أشكال السخرية، ولكن هذا المصطلح احتضنته النساء لوصف الشكل الأكثر نضجا من المظاهر الواضحة في المسيرات العامة والشعارات الخضراء المميزة والأرجوانية والبيضاء، الرسومات المثيرة للفنانين في دوري الاتحاد. تعلم المدافعون عن حقوق المرأة استغلال التصوير الفوتوغرافي ووسائل الإعلام، وتركوا سجلًا مرئيًا حيًا يتضمن صورًا مثل صورة ايميلن لعام 1914.

#### الخيال العلمي النسوي
في بداية القرن العشرين، برزت قصص الخيال العلمي النسوي باعتبارها جزءًا لا يتجزأ من الخيال العلمي الذي يتعامل مع أدوار المرأة في المجتمع. غالبًا ما عالجت كتابات الحركة الأدبية الطوباوية في وقت النسوية الموجّهة الأولى للتمييز الجنسي. شارلوت بيركنز غيلمان هيرلاند فعلت ذلك (1915). حلم سلطانة (1905) من قبل البنغالية المسلمة النسوية رقية سخاوات حسين يصور عكس الجنس في عالم مستقبلي.
خلال عشرينيات القرن العشرين، نشر كتاب مثل كلار وينجر هاريسوجرترود برونيت قصص خيال علمي مكتوبة من منظور نسائي، وتناولت في بعض الأحيان مواضيع تتعلق بالجنس، في حين أن قصص الخيال العلمي الشائعة في العشرينات والثلاثينات من القرن العشرين بالغت في الذكورة إلى جانب صور النساء الجنسية. بحلول ستينيات القرن العشرين، دمج الخيال العلمي بين الإثارة والنقد السياسي والتكنولوجي للمجتمع. مع ظهور الحركة النسوية، تم التشكيك في أدوار النساء في هذا «النوع المدمر، العقل المتوسع».
يطرح الخيال العلمي النسوي أسئلة حول القضايا الاجتماعية مثل كيفية بناء المجتمع لأدوار الجنس، وكيف يحدد التكاثر النوع الاجتماعي، وكيف أن القوة السياسية للرجال والنساء غير متكافئة. بعض أبرز أعمال الخيال العلمي النسوية قد أوضحت هذه الموضوعات باستخدام اليوتوبيا لاستكشاف المجتمعات التي لا توجد بها اختلافات بين الجنسين أو اختلال توازن القوى بين الجنسين، والديستوبيا لاستكشاف عوالم تتصاعد فيها أوجه عدم المساواة بين الجنسين، مما يؤكد الحاجة إلى استمرار العمل النسوي.

#### خلال الحربين العالميتين الأولى والثانية

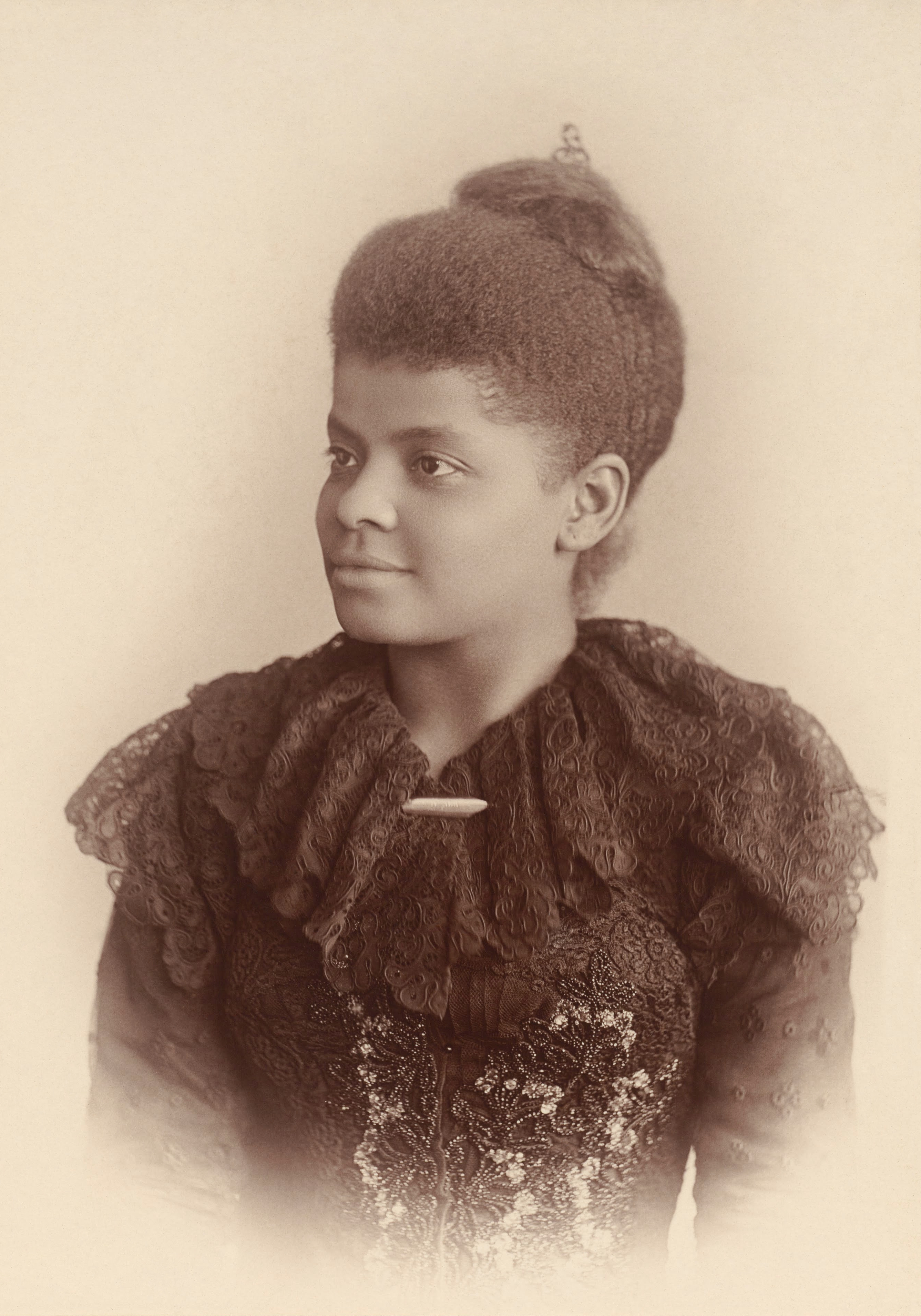
إيدا بي ويلز

دخلت النساء سوق العمل خلال الحرب العالمية الأولى بأعداد لم يسبق لها مثيل، وغالبًا في قطاعات جديدة، واكتشفت قيمة عملهن. كما تركت الحرب أعداداً كبيرة من النساء ثكلى ومع خسارة صافية لدخل الأسرة. قام العشرات من الرجال القتلى والجرحى بتحويل التركيبة السكانية. كما أدت الحرب إلى تقسيم الجماعات النسائية، حيث عارضت العديد من النساء الحرب، بينما شاركت نساء أخريات في حملة الريشة البيضاء.
يلاحظ الباحثون النسويون مثل فرونسيه ثيبود ونانسي كوت ردة فعل محافظة على الحرب العالمية الأولى في بعض الدول، مستشهدين بتعزيز الصور والأدب التقليدي الذي يشجع الأمومة. وقد سمي ظهور هذه السمات في زمن الحرب بـ «تأميم المرأة».
في السنوات التي تلت الحرب، ناضلت المدافعات عن حقوق الإنسان ضد التمييز والمعارضة التأسيسية.  في وولف أوف وورز في غرفة خاصة، يصف وولف مدى رد الفعل العنيف وإحباطها. في الوقت الحالي، كانت كلمة "الحركة النسوية" قيد الاستخدام، ولكن مع دلالة سلبية من وسائل الإعلام، والتي لم تشجع النساء على التعرف على الذات في حد ذاتها.  عندما تعرضت ريبيكا وست، وهي كاتبة بارزة أخرى، للهجوم على أنها "نسوية". "دافع وولف عنها. لقد تم تذكير الغرب بتعليقها "أنا نفسي لم أتمكن قط من معرفة ما هي النسوية بالضبط: أنا أعرف فقط أن الناس يدعونني نسوية عندما أعبر عن مشاعر تميزني عن ممسحة أو مومس." 
في العشرينيات من القرن العشرين، كانت الأنماط والمواقف غير التقليدية للمراهقين شعبية بين النساء الأميركيات والبريطانيات.

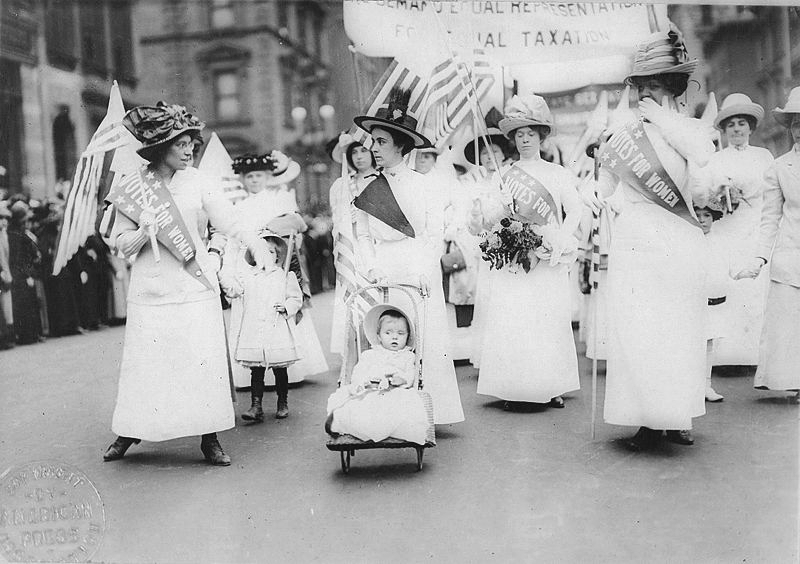
موكب الاقتراع في نيويورك، 6 مايو 1912

##### الإصلاح الانتخابي
أعطى قانون تمثيل الشعب للمملكة المتحدة لعام 1918  حق الاقتراع شبه العام للرجال، واقتراع النساء فوق سن الثلاثين. وسن قانون تمثيل الشعب لعام 1928 حق المساواة بين الرجل والمرأة. كما حولت التركيبة الاجتماعية الاقتصادية للناخبين نحو الطبقة العاملة، مفضلة حزب العمل، الذين كانوا أكثر تعاطفا مع قضايا المرأة.  وأعطى حزب العمل معظم مقاعد المنزل حتى الآن. كما سمحت الإصلاحات الانتخابية للنساء بالترشح للبرلمان. فشل كريستابيل بانكهورست بفارق ضئيل في الفوز بمقعد في عام 1918، وكانت كونستانس ماركيفيتش (Sinn Féin) أول امرأة منتخبة في إيرلندا في عام 1918، ولكنها رفضت، بصفتها مواطنة إيرلندية، شغل مقعدها. في 1919 و1920، فاز كل من السيدة أستور ومارغريت مقاعد للمحافظين والليبراليين على التوالي من خلال النجاح في مقاعد زوجها. اكتسح حزب العمل السلطة في عام 1924. وكان اقتراح أستر لتشكيل حزب نسائي في عام 1929 غير ناجح. اكتسبت النساء خبرة انتخابية كبيرة خلال السنوات القليلة المقبلة، حيث ضمنت سلسلة من حكومات الأقليات إجراء انتخابات سنوية تقريبًا. كما ثبت أن الانتماء الوثيق مع حزب العمل يمثل مشكلة بالنسبة للاتحاد الوطني لجمعيات المواطنة المتساوية (NUSEC)، الذي لم يحظ بتأييد كبير في حزب المحافظين. ومع ذلك، تمت مكافأتهم مع رئيس الوزراء ستانلي بالدوين مع تمرير قانون تمثيل الشعب (المساواة في الامتياز) لعام 1928.
حصلت النساء الأوروبيات على التصويت في الدنمارك وأيسلندا في عام 1915 (الكامل في عام 1919) والجمهورية الروسية في عام 1917 والنمسا وألمانيا وكندا في عام 1918، والعديد من البلدان بما في ذلك هولندا في عام 1919، وتشيكوسلوفاكيا (الجمهورية التشيكية اليوم وسلوفاكيا) في عام 1920، وتركيا وجنوب أفريقيا في عام 1930. لم تحصل النساء الفرنسيات على التصويت حتى عام 1945. وكانت ليختنشتاين واحدة من آخر الدول، في عام 1984.

##### الإصلاح الاجتماعي
لم يغير التغيير السياسي على الفور الظروف الاجتماعية. مع الركود الاقتصادي، كانت النساء أكثر القطاعات ضعفاً في القوى العاملة. وقد اضطرت بعض النساء اللواتي شغلن وظائف قبل الحرب إلى مصادرة هن أمام الجنود العائدين، وزاد عدد النساء الأخريات. مع امتياز محدود، تم تحويل الاتحاد الوطني لجمعيات حقوق المرأة في المملكة المتحدة (NUWSS) إلى منظمة جديدة، وهي الاتحاد الوطني لجمعيات المواطنة المتساوية (NUSEC)، التي ما زالت تنادي بالمساواة في الامتياز، لكنها وسعت نطاقها لفحص المساواة في المجالات الاجتماعية والاقتصادية. وسعى الإصلاح التشريعي للقوانين التمييزية (مثل قانون الأسرة والبغاء) وعلى الاختلافات بين المساواة والإنصاف، والإقامة التي من شأنها أن تسمح للنساء للتغلب على الحواجز التي تعترض تحقيقها (المعروفة في سنوات لاحقة بأنها «لغز المساواة مقابل التفرقة»). خلفت إليانور راثبون، التي أصبحت عضوًا بريطانيًا في البرلمان عام 1929، ميليسنت غاريت رئيسًا لمجلس NUSEC في عام 1919. وأعربت عن الحاجة الماسة للنظر في الاختلاف في العلاقات بين الجنسين على أنه «ما تحتاجه المرأة لتحقيق إمكانات طبيعتها الخاصة». إن الإصلاحات الاجتماعية لحكومة العمال في عام 1924 خلقت انقسامًا رسميًا، حيث شكلت مجموعة منشقة من المتساوين الصارمين مجلس الباب المفتوح في مايو 1926. وأصبح هذا في نهاية المطاف حركة دولية، واستمر حتى عام 1965. شمل التشريع الاجتماعي المهم الآخر في هذه الفترة قانون إبطال / إقصاء الجنس لعام 1919 (الذي فتح المهن للنساء)، وقانون القضايا الزوجية لعام 1923. في عام 1932، فصلت NUSEC الدعوة من التعليم، وواصلت الأنشطة السابقة كمجلس وطني للمساواة في المواطنة، والأخيرة هي نقابة Townswomen. استمر المجلس حتى نهاية الحرب العالمية الثانية.

##### حقوق إعادة الإنتاج

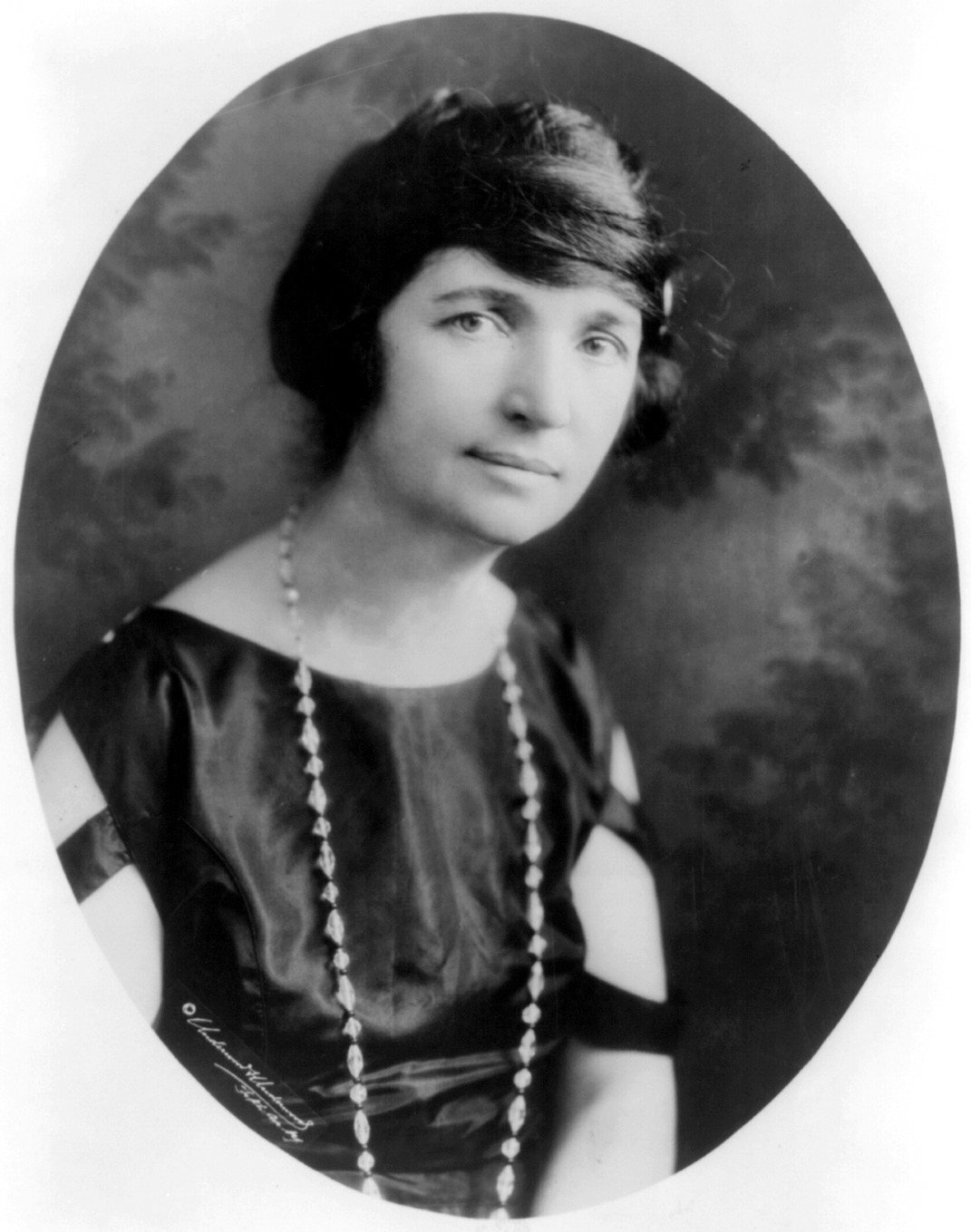
مارجريت سانجر

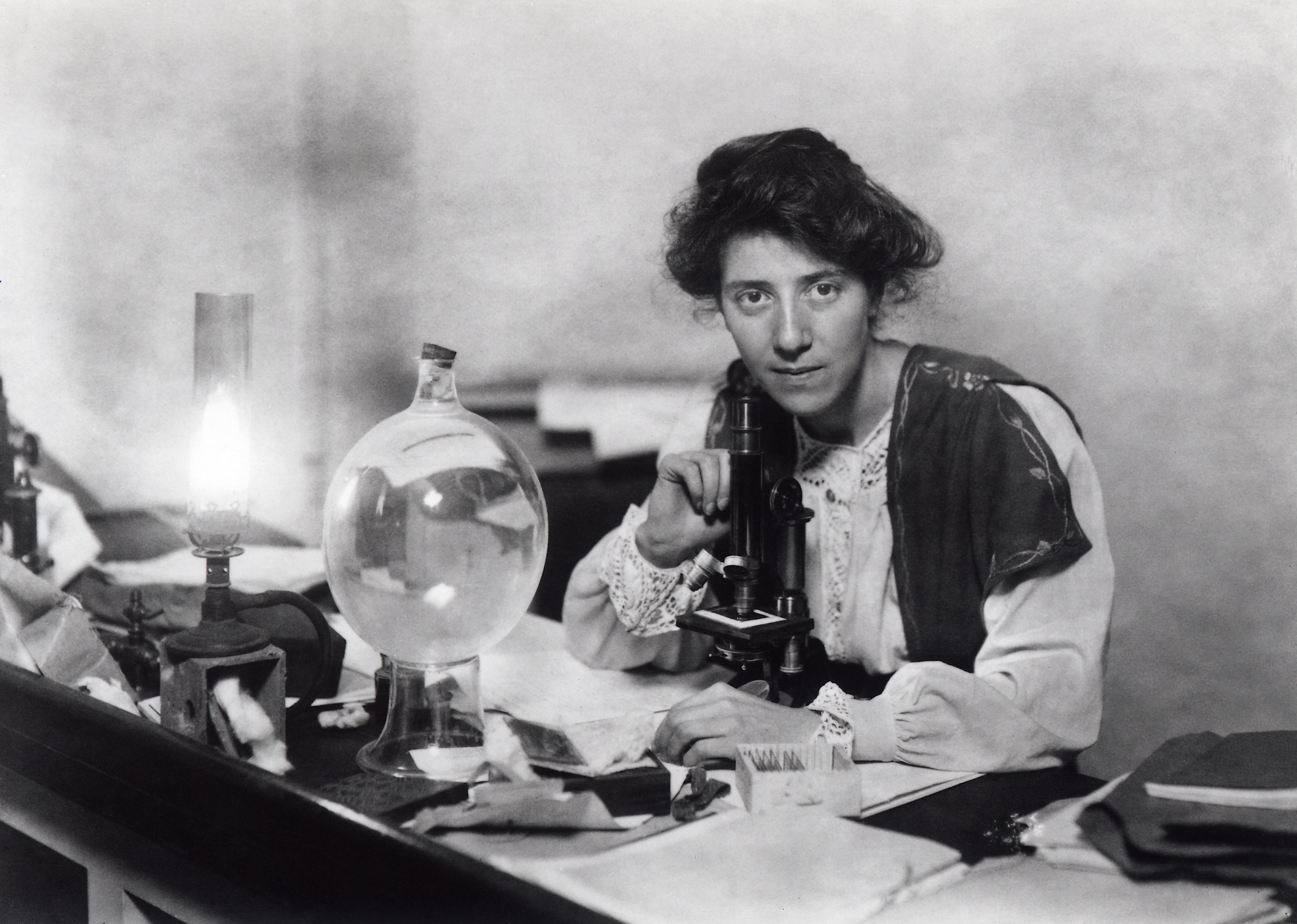
ماري ستوبس

منعت القوانين النسويات من مناقشة الحقوق الإنجابية ومعالجتها. تمت محاكمة آني بيسانت بموجب قانون المنشورات البشعة لعام 1857 في عام 1877 لنشره فلسفة تشارلز نولتون للفلسفة ، وهو عمل يتعلق بتنظيم الأسرة. كان نولتون قد أدين في السابق في الولايات المتحدة. وقد أُدينت هي وزميلها تشارلز برادلاو لكن بُرئتفيالاستئناف. أدت الدعاية اللاحقة إلى انخفاض في معدل المواليد في المملكة المتحدة. في وقت لاحق كتب بيسانت قانون السكان.
في أمريكا، تمت محاكمة مارغريت سانجر بسبب كتابها «الحد العائلي تحت قانون كومستوك» في عام 1914، وهربت إلى بريطانيا حتى أصبحت آمنة للعودة. تمت محاكمة سانجر في بريطانيا. والتقت ماري ستوبس في بريطانيا، التي لم تتم مقاضاتها قط، لكنها شجبت بانتظام لترويجها للسيطرة على النسل. في عام 1917، بدأ سانجر مراجعة تحديد النسل. في عام 1926، ألقت سانجر محاضرة حول تحديد النسل إلى مساعدة النساء في كو كلوكس كلان في سيلفر ليك، نيو جيرسي، والتي أشارت إليها على أنها «تجربة غريبة». تأسيس قانون الإجهاض كانت جمعية الإصلاح في عام 1936 أكثر إثارة للجدل. تم تخفيض العقوبة البريطانية على الإجهاض من الإعدام إلى السجن مدى الحياة بموجب قانون الجرائم ضد الأشخاص لعام 1861، على الرغم من أنه تم السماح ببعض الاستثناءات في قانون (الحفاظ على) حياة الرضع لعام 1929. بعد محاكمة أليك بورن في عام 1938، قدمت لجنة بيركيت عام 1939 توصيات للإصلاح كانت قد وضعت جانبا في اندلاع الحرب العالمية الثانية، إلى جانب العديد من قضايا المرأة الأخرى.

##### عشرينات القرن التاسع عشر
في معظم بلدان خط المواجهة، تطوعت النساء أو تم تجنيدهن للقيام بمهام مختلفة لدعم المجهود الحربي الوطني. في بريطانيا، تمت صياغة النساء وتعيينهن في وظائف صناعية أو في الخدمة العسكرية غير المقاتلة. التحقت الخدمات البريطانية 460,000 امرأة. أكبر خدمة، الخدمة الإقليمية المساعدة، كانت بحد أقصى 213,000 امرأة مسجلة، العديد منهم خدم في الأدوار القتالية المضادة للطائرات. في العديد من البلدان، بما في ذلك ألمانيا والاتحاد السوفيتي، تطوعت النساء أو تم تجنيدهن. في ألمانيا ، تطوعت النساء في عصبة الفتيات الألمانيات وساعدت لوفتوافي. في الاتحاد السوفيتي، خدم حوالي 820,000 امرأة في الجيش كمساعدين طبيين، ومشغلي راديو، وسائقي شاحنات، وقناصة، وطيارين مقاتلين، وضباط صغار.
احتفظت العديد من النساء الأميركيات بأدائهن المنزلية، وكثيراً ما أضافن وظيفة مدفوعة الأجر، لا سيما المتعلقة بصناعة الحرب. أكثر من أي وقت مضى في الحرب السابقة، تم توظيف أعداد كبيرة من النساء للوظائف غير الماهرة أو شبه المهرة في الذخائر، وتم تخفيف الحواجز أمام النساء المتزوجات اللواتي يحصلن على وظائف. وأصبحت رمز «روزي ذا ريفير» المشهور رمزًا لجيل من النساء العاملات في الولايات المتحدة.  بالإضافة إلى ذلك، خدمت حوالي 300000 امرأة في الزي العسكري الأمريكي مع منظمات مثل فيلق الجيش النسائي. ومع رحيل العديد من الشبان، حاول المنظمون الرياضيون إنشاء فرق نسائية محترفة، مثل رابطة البيسبول الأمريكية للمحترفات، التي أغلقت أبوابها بعد الحرب. بعد الحرب، أغلقت معظم مصانع الذخائر، وحلّت المحطات المدنية محل العاملات المؤقتات مع المحاربين العائدين، الذين كان لهم الأولوية.

### الموجة الثانية
وتحدد «الحركة النسائية من الموجة الثانية» فترة من النشاط النسوي منذ أوائل الستينيات حتى أواخر الثمانينيات، ورأت أن التباينات الثقافية والسياسية مرتبطة بشكل لا ينفصم. شجعت الحركة النساء على فهم جوانب حياتهن الشخصية باعتبارها مسيسة بشكل عميق وتعكس بنية السلطة الجنسية. مع تركيز المدافعات عن حقوق المرأة على الحقوق المطلقة مثل حق الاقتراع، ركزت النسويات من الدرجة الثانية على قضايا المساواة الثقافية الأخرى، مثل إنهاء التمييز.

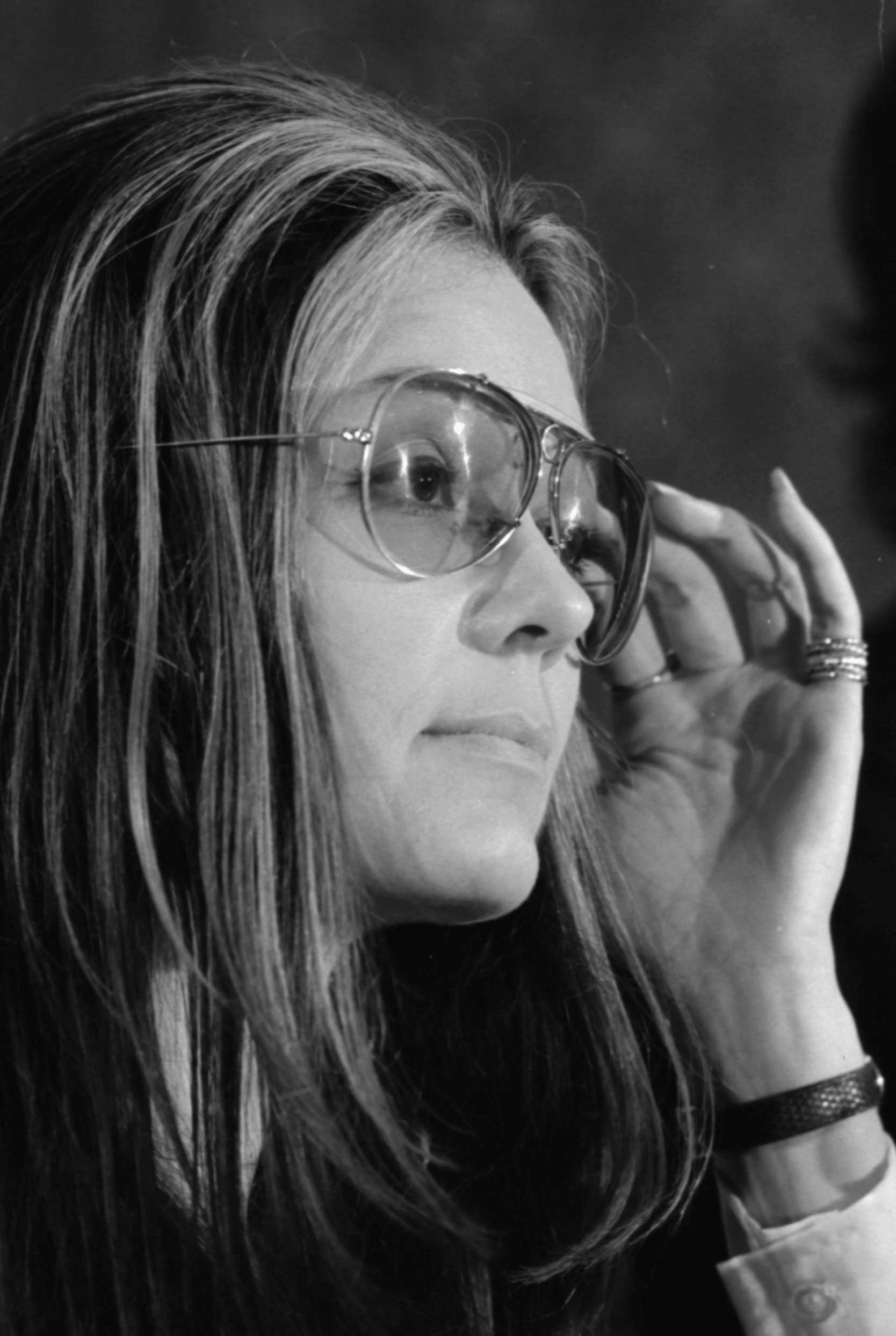
جلوريا ستاينم في مؤتمر صحفي، تحالف العمل النسائي، 12 يناير، 1972

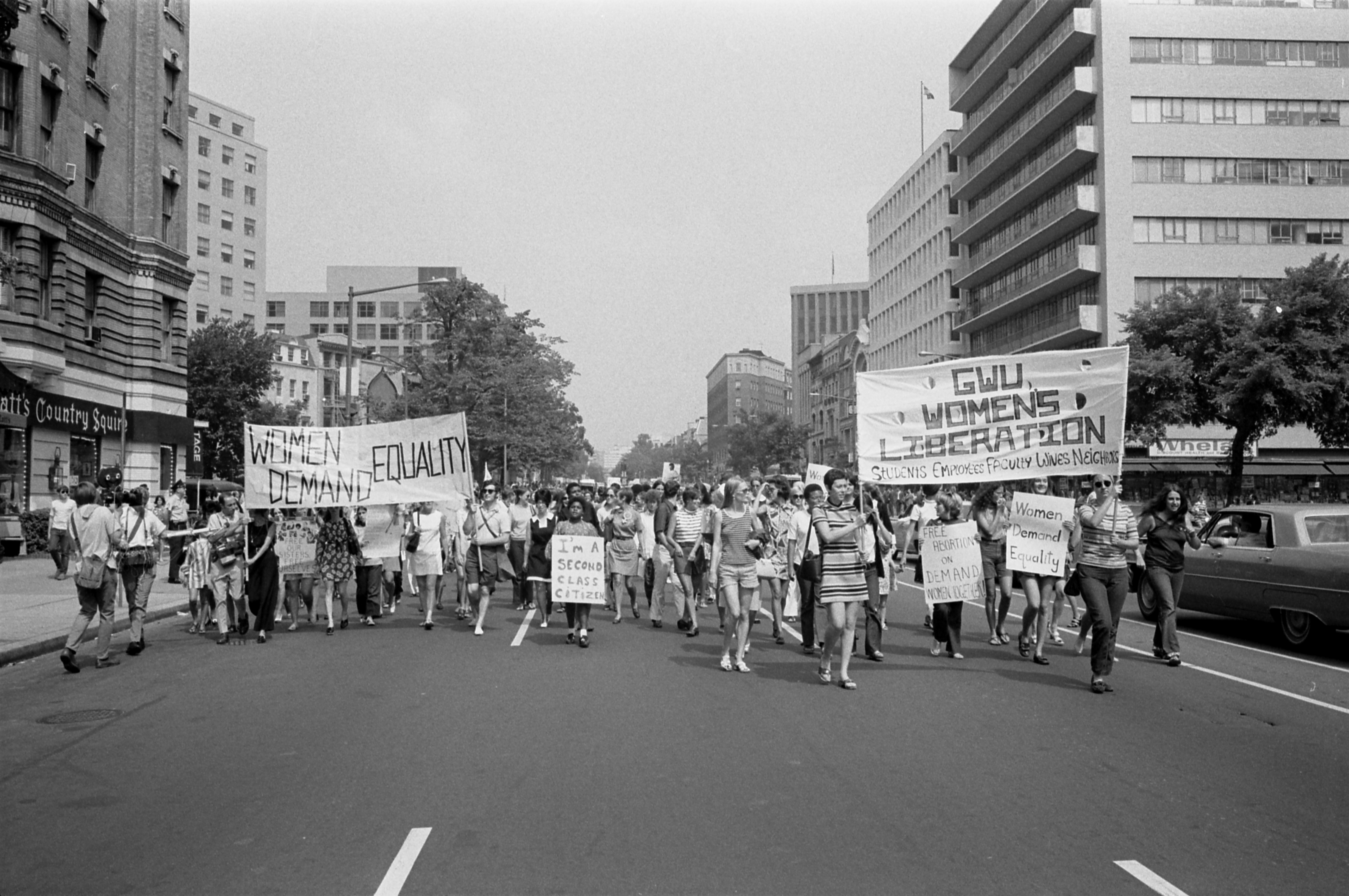
مسيرة تحرير المرأة في واشنطن العاصمة، 1970

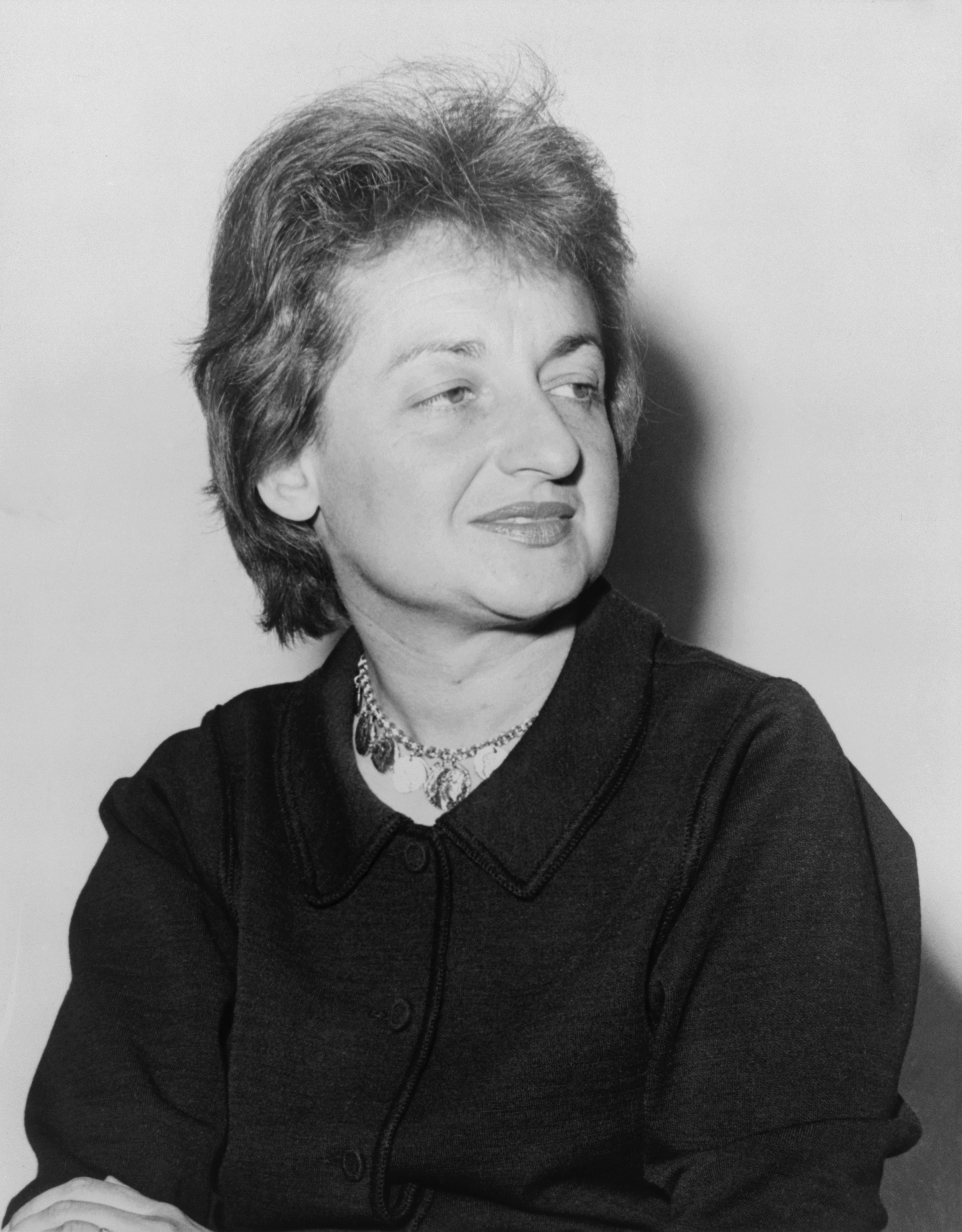
بيتي فريدان 1960

#### بيتي فريدان، الغموض الأنثوي، وتحرير المرأة
استخدم تعبير «تحرير المرأة» للإشارة إلى النسوية عبر التاريخ. وقد ارتبط «التحرير» بالتطلعات النسوية منذ عام 1895،  ويظهر في سياق «تحرير المرأة» في كتاب سيمون دي بوفوار لعام 1949 للجنس الثاني، والذي ظهر في الترجمة الإنجليزية في عام 1953. عبارة «تحرير المرأة» "استخدم لأول مرة في عام 1964،  في الطباعة في عام 1966،  على الرغم من أن المعادل الفرنسي، تحرر المرأة، حدث منذ عام 1911. كان «تحرير المرأة» مستخدمًا في مؤتمر الطلاب الأمريكيين من أجل مجتمع ديمقراطي (SDS) عام 1967، والذي عقد مناقشة حول هذا الموضوع. في عام 1968، ظهر مصطلح "جبهة تحرير المرأة" في مجلة رامبرز، وبدأت في الإشارة إلى الحركة النسائية بأكملها. في شيكاغو، اجتمعت النساء اللواتي خاب أملهن من اليسار الجديد بشكل منفصل في عام 1967، ونشرن صوت حركة تحرير المرأة في مارس 1968. عندما عقدت مسابقة ملكة جمال أمريكا في مدينة أتلانتيك في سبتمبر 1968،  أشارت وسائل الإعلام إلى المظاهرات الناتجة عن ذلك. باسم «تحرير المرأة». تم تشكيل اتحاد تحرير نساء شيكاغو في عام 1969. ظهرت مجموعات مماثلة مع عناوين مماثلة في أجزاء كثيرة من الولايات المتحدة. لقد أصبح الحرق الشعبي، على الرغم من كونه خياليًا،  مرتبطًا بالحركة، وصيغت وسائل الإعلام مصطلحات أخرى مثل "libber". استمر «تحرير المرأة» على الشروط الأخرى المنافسة للنسوية الجديدة، الخيال، وتحمل جنبا إلى جنب مع المصطلح الأقدم «حركة المرأة».
وقد تم إعلام الحركة النسائية في ستينيات القرن العشرين ونظريتها ونشاطها وتغذيتها من خلال المناخ الاجتماعي والثقافي والسياسي في ذلك العقد. تميزت هذه المرة بزيادة التحاق الإناث بالتعليم العالي، وإنشاء دورات للدراسات الأكاديمية للنساء،  والإيديولوجية النسوية في مجالات أخرى ذات صلة، مثل السياسة وعلم الاجتماع والتاريخ والأدب. هذا التغير الأكاديمي في المصالح شكك في الوضع الراهن، ومعاييره وسلطته.
كشف صعود حركة تحرير المرأة عن «نسويات متعددة»، أو عدسات نسوية مختلفة، بسبب الأصول المتنوعة التي اندمجت فيها المجموعات، وتعقيد القضايا المطروحة وتنازعها. يلاحظ أن  بيل هوك هو المنتقد البارز للحركة بسبب افتقارها إلى الصوت المعطى لأكثر النساء تعرضاً للقمع، وعدم تركيزه على عدم المساواة في العرق والطبقة، وعلى ما بعده عن القضايا التي تفرق النساء.

### الكتابة النسوية
تمكّن الناشطات النسويات الجدد في السبعينات من القرن العشرين، الذين تم تمكينهم من خلال كتاب «الغموض الأنثوي»، من معالجة قضايا سياسية وجنسية أكثر في كتاباتهم، بما في ذلك مجلة السيدة غلوريا ستاينم و«السياسية الجنسية في كيت ميليت». مسحت قائمة من الكتاب الذكور، ومواقفهم والتحيزات، لإثبات أن الجنس هو السياسة، والسياسة هي عدم توازن السلطة في العلاقات. وصف كتاب شولاميت فايرستون «جدلية الجنس» ثورة مقرها الماركسية، يشار إليها باسم «الحرب الجنسية». نظرًا للمناظرات حول النظام الأبوي، زعم أن هيمنة الذكور مؤرخة «للعودة إلى ما بعد التاريخ المسجل إلى مملكة الحيوان نفسها».
وتمثل جيرمان جرير، المخصب الأنثوي، تحرير المرأة والسياسة الجديدة، وجولييت ميتشل للمرأة المنظور الإنجليزي. جادل ميتشل بأنه ينبغي النظر إلى الحركة على أنها ظاهرة دولية ذات مظاهر مختلفة تستند إلى الثقافة المحلية. اعتمدت النساء البريطانيات على السياسة اليسارية ونظمت مجموعات نقاش محلية صغيرة، جزئيا من خلال ورشة لندن لتحرير النساء ومنشوراتها. على الرغم من وجود مسيرات، كان التركيز على رفع الوعي، أو النشاط السياسي الذي يهدف إلى جلب قضية أو شرط لجمهور أوسع. وصفت كاثي ساراتشيلد وظيفتها على هذا النحو أن النساء «سيجدن ما يعتقدن أنه معضلة فردية هو مأزق اجتماعي».وجدت النساء أن تجاربهن الشخصية هي معلومات يمكن أن يثقن بها في صياغة التحليلات السياسية.
وفي الوقت نفسه، في الولايات المتحدة، تبلورت احباطات النساء حول الفشل في التصديق على تعديل الحقوق المتساوية خلال السبعينيات. قدمت سوزان براونميلر 1975 أجندة صريحة ضد عنف الذكور، وتحديدا العنف الجنسي للذكور، في مقال حول الاغتصاب. أكدت على أن «الإباحية هي النظرية والاغتصاب الممارسة» خلقت خطوط صدع عميقة  حول مفاهيم التناقض. كتاب براونميرر الرئيسي الآخر، في وقتنا (2000) هو تاريخ تحرير المرأة.

### وجهات نظر نسوية حول المواد الإباحية

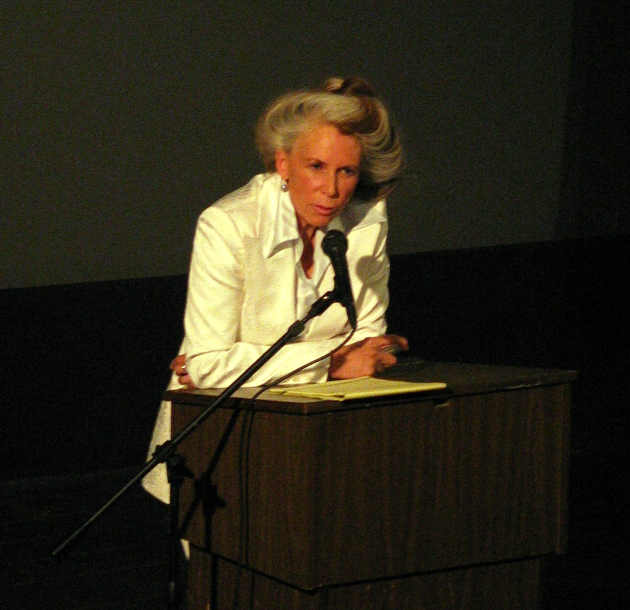
كاثرين ماكينون

كانت سوزان غريفين واحدة من أوائل النسويات للكتابة عن الآثار الإباحية في عام 1987 والإباحية الصمت. ما وراء مواقف براونميلير وغريفن، أثرت كاثرين ماكينون وأندريا دورسين على المناقشات والنشاطات حول المواد الإباحية والبغاء، لا سيما في المحكمة العليا لكندا. وقد صرحت ماكينون، وهي محامية، قائلة: "على وشك التعرض للاغتصاب هو أن يكون المرء أنثى جنسيا في طور الحياة كالمعتاد". وأوضحت المضايقات الجنسية بالقول إنها "لا تعني أن جميعهم يريدون أن يمارسوا الجنس معنا، يريدون فقط أن يؤذونا ويهيمنون علينا ويسيطرون علينا، وهذا يضايقنا. وفقًا لبولين ب. بارت، ترى بعض الناس أن الحركة النسائية الراديكالية هي الحركة الوحيدة التي تعرب عن ألم كون المرأة في مجتمع غير متكافئ، لأنه يصور تلك الحقيقة مع تجارب المعنفات والمخالفات، التي يزعمون أنها القاعدة. وقد وجد النقاد، بما في ذلك بعض النسويات، والمدافعين عن الحريات المدنية، والفقهاء، أن هذا الموقف غير مريح وعابر.
وقد تطور هذا النهج لتحويل البحث ومنظور الاغتصاب من تجربة فردية إلى مشكلة اجتماعية.

### الموجة الثالثة

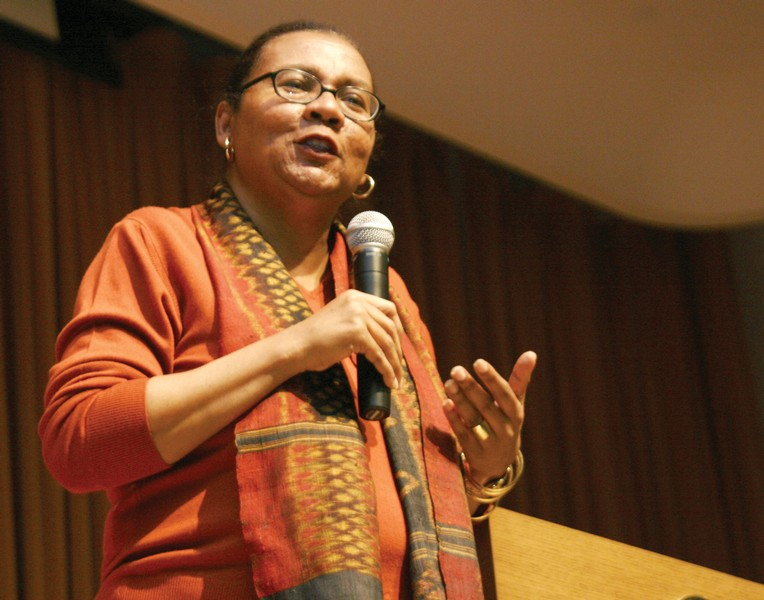
بيل هوك

بدأت الموجة الثالثة من الحركة النسوية في أوائل التسعينات رداً على ما تعتبره الشابات بمثابة إخفاق في الموجة الثانية. كما أنها تستجيب لرد الفعل المعاكس لمبادرات وحركات الموجة الثانية. تسعي النسوية من الموجة الثالثة إلى تحدي أو تجنب التعريفات «الأساسية» للموجة الثانية من الأنوثة، والتي أكدت بشكل مفرط خبرات الطبقة المتوسطة والطبقة البيضاء. إن تفسير ما بعد البنيوية للجنس، أو فهم الجنس على أنه خارج الذكورة والضعف الثنائي، هو أمر أساسي للكثير من إيديولوجية الموجة الثالثة. غالبا ما تصف النسويات في الموجة الثالثة «الجغرافيا الميكروية»، وتحدي نماذج الموجة الثانية حول ما إذا كانت الإجراءات جيدة من جانب واحد للإناث.
نشأت هذه الجوانب من الحركة النسوية من الموجة الثالثة في منتصف الثمانينات. دعت القادات النسويات في الموجة الثانية مثل غلوريا أنزالدا، شيلا ساندوفال، وشيري موراغا، وأودري لورد، ولويزا أكاتي، ماكسين هونج كينغستون، والعديد من النسويات الآخريات، إلى شخصية ذاتية جديدة في الصوت النسوي. لقد أرادوا فكرًا نسويًا بارزًا للنظر في المواضيع ذات الصلة بالعرق. ظل هذا التركيز على التقاطع بين العرق والجنس بارزًا من خلال جلسات استماع هيل-توماس عام 1991، ولكنه بدأ بالتحول مع Freedom Ride 1992، حملة لتسجيل الناخبين في مجتمعات الأقليات الفقيرة التي تهدف خطاباتها إلى حشد الناشطات النسويات. بالنسبة للكثيرين، فإن تجمع الشباب هو الرابط المشترك في الحركة النسوية من الموجة الثالثة.

#### النسوية العالمية
بعد الحرب العالمية الثانية، وسعت الأمم المتحدة (UN) الامتداد العالمي للنسوية. وأنشأوا لجنة حول وضع المرأة في عام 1946،  وانضموا فيما بعد إلى المجلس الاقتصادي والاجتماعي (ECOSOC). في عام 1948، أصدرت الأمم المتحدة إعلانها العالمي لحقوق الإنسان، الذي يحمي "المساواة في الحقوق بين الرجال والنساء"،  وعالج المساواة قدراً وكماً على حد سواء بدءا من المؤتمر العالمي لعام 1975 الخاص بالسنة الدولية للمرأة. في مكسيكو سيتي كجزء من عقدها للمرأة (1975-1985)، عقدت الأمم المتحدة سلسلة من المؤتمرات العالمية حول قضايا المرأة. تتمتع هذه المؤتمرات بتمثيل نسائي عالمي وتوفر فرصة كبيرة للنهوض بحقوق المرأة. كما أنها توضح الانقسامات الثقافية العميقة والخلافات حول المبادئ العالمية،  كما يتضح من مؤتمرات كوبنهاجن المتعاقبة (1980) ونيروبي (1985). تضمنت الأمثلة على مثل هذه الانقسامات داخل الانتقالية أوجه التفاوت بين التنمية الاقتصادية والمواقف تجاه أشكال القمع، وتعريف الحركة النسائية، والمواقف حول المثلية الجنسية، وختان الإناث، ومراقبة السكان. أظهر مؤتمر نيروبي تآلفًا أقل للنسوية التي "تشكل التعبير السياسي عن اهتمامات ومصالح النساء من مختلف المناطق والطبقات والقوميات والخلفيات العرقية. يجب أن يكون هناك تنوع في النسوية، يستجيب لمختلف احتياجات المرأة وشواغلها، ويبنى هذا التنوع على معارضة مشتركة لأدوار الجنس ومع ذلك ، فالخطوة والتسلسل الهرمي هما فقط الخطوة الأولى في صياغة جدول الأعمال السياسي والعمل عليه. عقد المؤتمر الرابع في بكين عام 1995،  حيث تم التوقيع على منهاج عمل بيجين. وشمل هذا الالتزام بتحقيق "المساواة بين الجنسين وتمكين المرأة" من خلال "تعميم مراعاة المنظور الجنساني"، أو السماح للنساء والرجال "بتجربة ظروف متساوية لإعمال حقوقهم الإنسانية الكاملة، وإتاحة الفرصة لهم للمساهمة والاستفادة من التنمية السياسية والاقتصادية والاجتماعية والثقافية ".

### الموجة الرابعة
الموجة النسوية الرابعة هي تطور حديث داخل الحركة النسوية. وتحدد جنيفر باومغاردنر الحركة النسائية من الموجة الرابعة بداية من عام 2008 وتستمر حتى يومنا هذا. كيرا كوشرين، مؤلفة كتاب «كل النساء المتمردات: صعود الموجة الرابعة من الحركة النسوية»،  تحدد الحركة النسائية من الموجة الرابعة كحركة ترتبط بالتكنولوجيا. تُعرِّف الباحثة ديانا دياموند الحركة النسوية من الموجة الرابعة بأنها حركة «تجمع بين السياسة والنفسية والروحانية في رؤية شاملة للتغيير».

#### الحجج لموجة جديدة
في عام 2005، احتجت بيثيا بيي لأول مرة لوجود موجة رابعة من النسوية، والجمع بين العدالة والروحانية الدينية. وفقًا لجنيفر باومغاردنر في عام 2011، ربما بدأت موجة رابعة، وتتضمن موارد عبر الإنترنت مثل وسائل الإعلام الاجتماعية ، في عام 2008، مستوحاة جزئياً من «أخذ أبنتنا إلى أيام العمل». هذه الموجة الرابعة بدورها ألهمت أو ارتبطت بـ: مشروع دوالا لخدمات الأطفال. تسعي خطوط نقاش ما بعد الإجهاض لتحقيق العدالة الإنجابية ودعم المتحولين جنسيا؛ وقبول العمل الجنسي ؛ وتطوير وسائل الإعلام بما في ذلك الحملات القائمة على حقوق المرأة والحركات العرقية والمدونات وتويتر.
في عام 2014، اعتبرت بيتي دودسون، التي اعترفت أيضًا كواحدة من قادة الحركة النسوية المؤيدة لممارسة الجنس في أوائل الثمانينيات، أنها تعتبر نفسها حركة نسوية من الموجة الرابعة. عبّرت دودسون عن أن الموجات السابقة من النسويات كانت تافهة ومضادّة للجنس، وهذا هو السبب في أنها اختارت النظر إلى موقف جديد من الحركة النسوية. في عام 2014، عملت دودسون مع النساء لاكتشاف رغباتهن الجنسية من خلال الاستمناء. وتقول دودسون إن عملها قد اكتسب حياة جديدة مع جمهور جديد من النساء الشابات الناجحات اللواتي لم يتعرضن أبدا إلى النشوة الجنسية. وهذا يشمل النسويات من الموجة الرابعة - أولئك الذين يرفضون موقف مناهضة اللذة التي يعتقدون أنها تؤيد النسوية من أجلها.
في عام 2014، أصدر ريانون كوسلي وهولي باكستر كتابهما ، The Vagenda. مؤلفو الكتاب يعتبرون أنفسهم أنصار النسوية الموجة الرابعة. مثل موقعهم على الإنترنت "The Vagenda"، يهدف كتابهم إلى وضع علامات على الصور النمطية للأنوثة التي تروج لها الصحافة النسائية السائدة . أعرب أحد المراجعين للكتاب عن خيبة أمله من «فاجيندا»، قائلاً إنه بدلاً من أن تكون «الدعوة إلى الجيش للنساء الشابات» التي يزعم أنها كانت، فإنها تقرأ كرسالة تشرح بالتفصيل «كل الأمور السيئة التي فعلتها وسائل الإعلام على الإطلاق للنساء.»

#### مشروع التحيز الجنسي اليومي
بدأ مشروع التحريض الجنسي اليومي كحملة إعلامية اجتماعية في 16 أبريل 2012 من قبل لورا بيتس، الكاتبة البريطانية النسوية. كان الهدف من هذا الموقع هو توثيق الأمثلة اليومية عن التمييز الجنسي كما أفاد المساهمون في جميع أنحاء العالم. أسس بيتس مشروع التحريض على الجنس اليومي كمنتدى مفتوح حيث يمكن للنساء نشر تجاربهن من التحرش. يشرح بيتس هدف مشروع التحريض الجنسي اليومي ، "" المشروع لم يكن أبداً عن حل التحيز الجنسي. كان الأمر يتعلق بجعل الناس يتخذون الخطوة الأولى للتوصل إلى أن هناك مشكلة يجب إصلاحها.
حقق هذا الموقع نجاحًا كبيرًا حيث قررت بيتس كتابة ونشر كتاب بعنوان «التمييز الجنسي اليومي»، والذي يؤكد على أهمية وجود هذا النوع من المنتديات عبر الإنترنت للنساء. يقدم الكتاب نظرة فريدة على الحركة النشطة للموجة الرابعة القادمة والقصص غير المروية التي شاركتها النساء من خلال مشروع التحريض الجنسي اليومي.

### انتقادات الموجة الاستعارة
تم انتقاد استعارة الموجة على أنها غير مناسبة، ومحدودة، ومضللة من قبل عدد من العلماء النسويين.
في حين كانت هذه الاستعارة مفيدة من قبل النسويات في الولايات المتحدة من أجل الحصول على الاهتمام المطلوب لإجراء تغييرات سياسية واسعة النطاق، كما كان الحال بالنسبة لحركة حق المرأة في التصويت في الأربعينيات، فإن صلاحيتها ربما لم تكتف بتشغيل مسارها فحسب، بل استخدمته أيضًا. وقد جادل بأنه غير مناسب تماما.
على سبيل المثال، لم تستخدم الداعيات لحق المرأة في الانتخاب مصطلح «النسوية» لوصف أنفسهم أو حركتهم. يظهر هذا النقد من خلال إحدى الكلمات النسوية في مطلع القرن العشرين: «جميع النسويات هن من الداعيات لحق المرأة في الانتخاب، ولكن ليس جميع الداعيات لحق المرأة في الانتخاب من النسويات».

## التاريخ الوطني للنسوية

### فرنسا
امتد تركيز الثورة الفرنسية في القرن الثامن عشر على المساواة إلى عدم المساواة التي تواجهها النساء الفرنسيات. عدل الكاتب أوليمبي دي غوجز إعلان عام 1791 لحقوق الإنسان والمواطن في إعلان حقوق المرأة، حيث جادلت بأن المرأة المسؤولة عن القانون يجب أن تتحمل أيضاً مسؤولية متساوية بموجب القانون. كما تناولت الزواج كعقد اجتماعي بين متساوين وهاجمت اعتماد النساء على الجمال والسحر كشكل من أشكال العبودية.
في القرن التاسع عشر، كانت فرنسا المحافظة ما بعد الثورة غير مؤهلة للأفكار النسوية، كما تم التعبير عنها في كتابات الثورة المضادة حول دور المرأة من قبل جوزيف دي ميستر وفيسكونت لويس دي بونالد. وقد جاء التقدم في منتصف القرن الثامن عشر في ظل ثورة 1848 وإعلان الجمهورية الثانية، التي أدخلت حق الاقتراع الذكري وسط آمال في تطبيق فوائد مماثلة على النساء. على الرغم من أن اليوتوبيا تشارلز فورييه يعتبر كاتبة نسوية في هذه الفترة، كان التأثير ضئيلا في ذلك الوقت. مع سقوط المحافظ لويس فيليب عام 1848، أثيرت الآمال النسوية كما في عام 1790. ظهرت صحف ومنظمات الحركة، مثل «صوت المرأة»، أيوجيني نويبويت وهي أول صحفية يومية نسائية في فرنسا. كانت نيبوييت بروتستانتية تبنت القديس سيمونيان، وجذبت لا فيكس نساء أخريات من تلك الحركة، بما في ذلك الخياطة جان ديران ومدرسة التعليم الابتدائي بولين رولاند. كما بذلت محاولات غير ناجحة لتجنيد جورج ساند. تم التعامل مع النسوية كتهديد بسبب علاقاتها مع الاشتراكية، التي تم فحصها منذ الثورة. تم القبض على ديروين ورولاند وحوكما وسجنا في عام 1849. مع ظهور حكومة جديدة أكثر تحفظًا عام 1852، يجب على النسوية أن تنتظر حتى الجمهورية الفرنسية الثالثة.
كانت المجموعة الفرنسية للفتيات من النساء المثقفات في بداية القرن العشرين الذين ترجموا جزءًا من قانون باتشوفن إلى الفرنسية  وقاموا بحملة من أجل إصلاح قانون الأسرة في عام 1905، أسسوا L'entente، التي نشرت مقالات عن تاريخ المرأة، وأصبحت محط التركيز للطليعة الفكرية. دعت إلى دخول المرأة في التعليم العالي والمهن التي يهيمن عليها الذكور. في غضون ذلك ، تبنت الحركة النسوية الاشتراكية للحزب الاشتراكي الفينيمي ، نسخة ماركسية من نظام الأمومة. مثل المجموعة الفرنسية، وضع من أجل عصر جديد من المساواة، وليس من أجل العودة إلى نماذج ما قبل التاريخ من النظام الأمومي. ترتبط الحركة النسائية الفرنسية في أواخر القرن العشرين بشكل أساسي بنظرية التحليل النسوي، ولا سيما عمل لوسي إريجاري، وجوليا كريستيفا، وهلين سيكسوس.

### ألمانيا

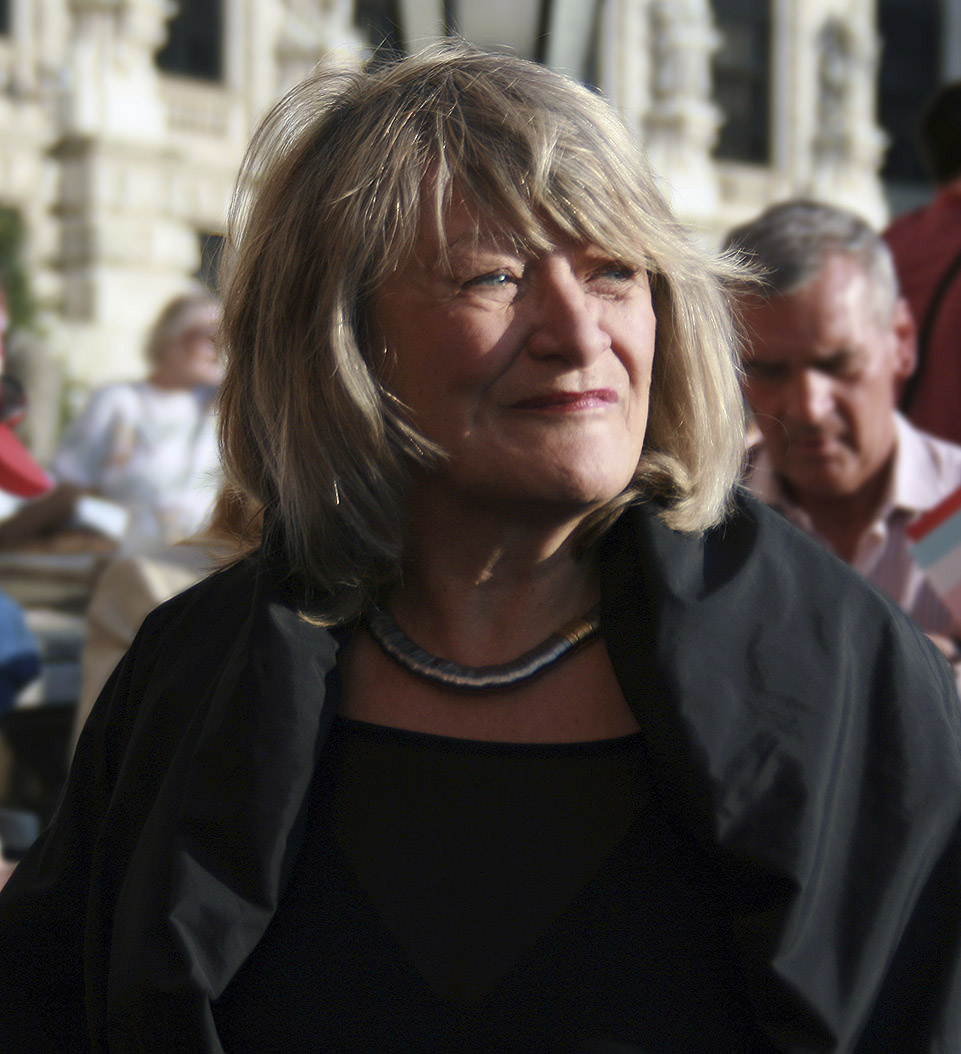
أليس شوارزر ، 2009

بدأت الحركة النسائية الحديثة في ألمانيا خلال فترة فيلهيلمين (1888–1918) حيث ضغطت النسويات على مجموعة من المؤسسات التقليدية ، من الجامعات إلى الحكومة، لفتح أبوابهم أمام النساء. تُنسب الحركة النسائية الألمانية المنظمة على نطاق واسع إلى الكاتبة والنسوية لويز أوتو بيترز (1819-1895). وبلغت هذه الحركة ذروتها في حق المرأة في التصويت عام 1919. وواصلت موجات النسويات اللاحقة المطالبة بالمساواة القانونية والاجتماعية في الحياة العامة والأسرية. أليس شوارزر هي أبرز النسوية الألمانية المعاصرة.

### إيران

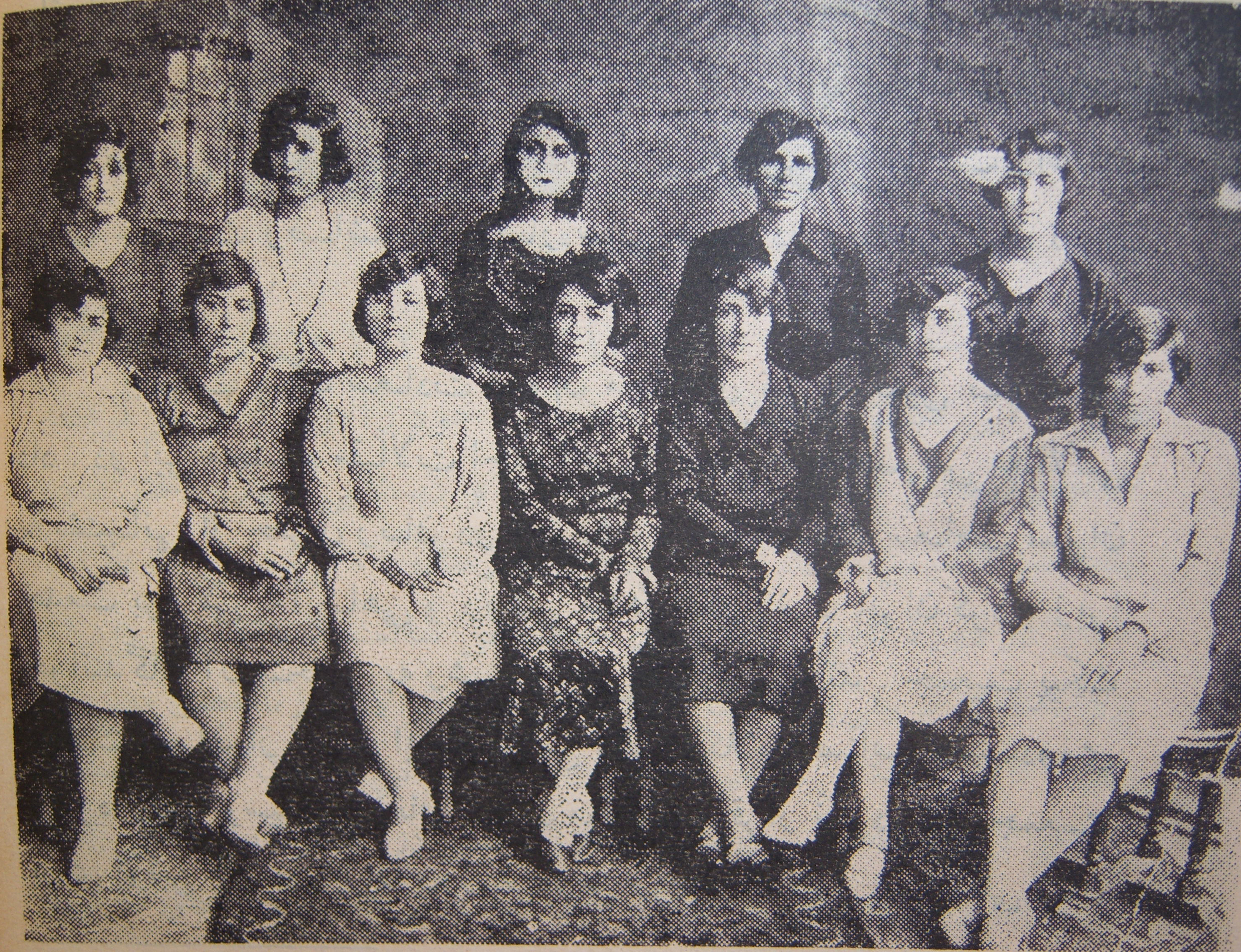
مجلس إدارة "جمعية حقوق المرأة في طهران" (1923-1933)

ظهرت الحركة الإيرانية لحقوق المرأة للمرة الأولى بعد الثورة الدستورية الإيرانية، في العام الذي نشرت فيه أول مجلة نسائية 1910. استمرت الحركة حتى عام 1933، عندما تم حل آخر رابطة نسائية من قبل حكومة رضا شاه. تدهور وضع المرأة أكثر بعد الثورة الإيرانية عام 1979. تم إلغاء العديد من الحقوق التي اكتسبتها النساء في عهد الشاه بشكل منهجي من خلال التشريعات، والقضاء على النساء من العمل ، والحجاب القسري (الحجاب للنساء). نمت الحركة مرة أخرى في وقت لاحق تحت شخصيات نسوية مثل بيبي خانوم أستارابادي وتوبا أزموديه وصديقه دولتبادي ومهترام إسكندري وروشانك ندوهور وأفاق بارسا وفخر أفضما أرغون وشهناز آزاد ونور-أول-هدى مانجنيه وزندخت شيرازي ومريم آميد (مريم عز الدين السادات).
في عام 1992 أسست شهلا شرقيات مجلة زانان (نساء)، والتي غطت مخاوف المرأة الإيرانية واختبرت الحدود السياسية مع تقارير عن سياسات الإصلاح، والإساءة المنزلية، والجنس. إنها أهم مجلة نسائية إيرانية تم نشرها بعد الثورة الإيرانية. انتقدت بشكل منهجي القانون الشرعي الإسلامي وجادلت بأن المساواة بين الجنسين هي إسلامية وأن الأدبيات الدينية قد أسيء فهمها واختلاسها من قبل كهنة النساء. يقود كل من ميهانجنز كار وشاهالا لاهي وشاهلا شيركات رؤساء تحرير زان، النقاش حول حقوق المرأة وطالبوا بالإصلاحات. في 27 أغسطس 2006، بدأت حملة «مليون توقيع» للمرأة الإيرانية في مجال حقوق المرأة. ويهدف إلى إنهاء التمييز القانوني ضد المرأة في القوانين الإيرانية من خلال جمع مليون توقيع. ويشمل مؤيدو الحملة العديد من نشطاء حقوق المرأة الإيرانيين، وناشطون دوليون، وحائزون على جائزة نوبل. أهم الشخصيات النسوية في مرحلة ما بعد الثورة هي مهرانجيز كار، وعزام تليغاني، وشهلاء شيركات، وبارفين أردالان، ونوشين أحمدي خراساني، وشادي صدر.

### مصر

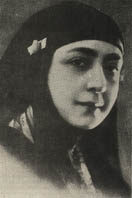
هدى شعراوي ، مؤسسة الاتحاد النسائي المصري

في عام 1899، كتب قاسم أمين، الذي يعتبر «أبو» النسوية العربية عن تحرير المرأة، ودعا إلى إصلاحات قانونية واجتماعية للنساء. أسست هدى شعراوي الاتحاد النسائي المصري عام 1923 وأصبحت رئيسة لها ورمزًا للحركة العربية لحقوق المرأة. ارتبطت النسوية العربية ارتباطًا وثيقًا بالقومية العربية. في عام 1956، أطلقت حكومة الرئيس جمال عبد الناصر «نسوية الدولة»، التي حظرت التمييز القائم على النوع الاجتماعي ومنحت حق المرأة في التصويت. على الرغم من هذه الإصلاحات، منعت «حركة المرأة» النشاط السياسي النسوي ووضع حداً للحركة النسوية للموجة الأولى في مصر. خلال رئاسة أنور السادات، دافعت زوجته جيهان السادات علناً عن توسيع حقوق المرأة، على الرغم من أن السياسة والمجتمع المصري كان في تراجع من مساواة المرأة مع الحركة الإسلامية الجديدة وتنامي المحافظة. ومع ذلك، قال كتاب مثل الغزالي حرب، على سبيل المثال، إن المساواة الكاملة للمرأة جزء هام من الإسلام. شكّل هذا الموقف حركة نسوية جديدة، الحركة النسوية الإسلامية، التي لا تزال نشطة اليوم.

### الهند
ظهر جيل جديد من الحركات النسائية الهندية بعد الحركة النسائية العالمية. تتمتع المرأة الهندية باستقلالية أكبر عن زيادة إمكانية الوصول إلى التعليم العالي والسيطرة على حقوقها الإنجابية. مداح باتكار، مادو كيشوار، وبريندا كارات، هم عاملين اجتماعيين نسويين وسياسيين يدافعون عن حقوق المرأة في الهند ما بعد الاستقلال. كتاب مثل أمريتا بريتام، ساروجيني ساهو، وكوسوم أنسال، مؤيد للأفكار النسوية في اللغات الهندية. راجيشو سوندر راجان، ليلا كاستوري، وفيديوت بهجت، هنّ كاتبات ونصريات نسويات هنديات يكتبن بالإنجليزية.

### الصين

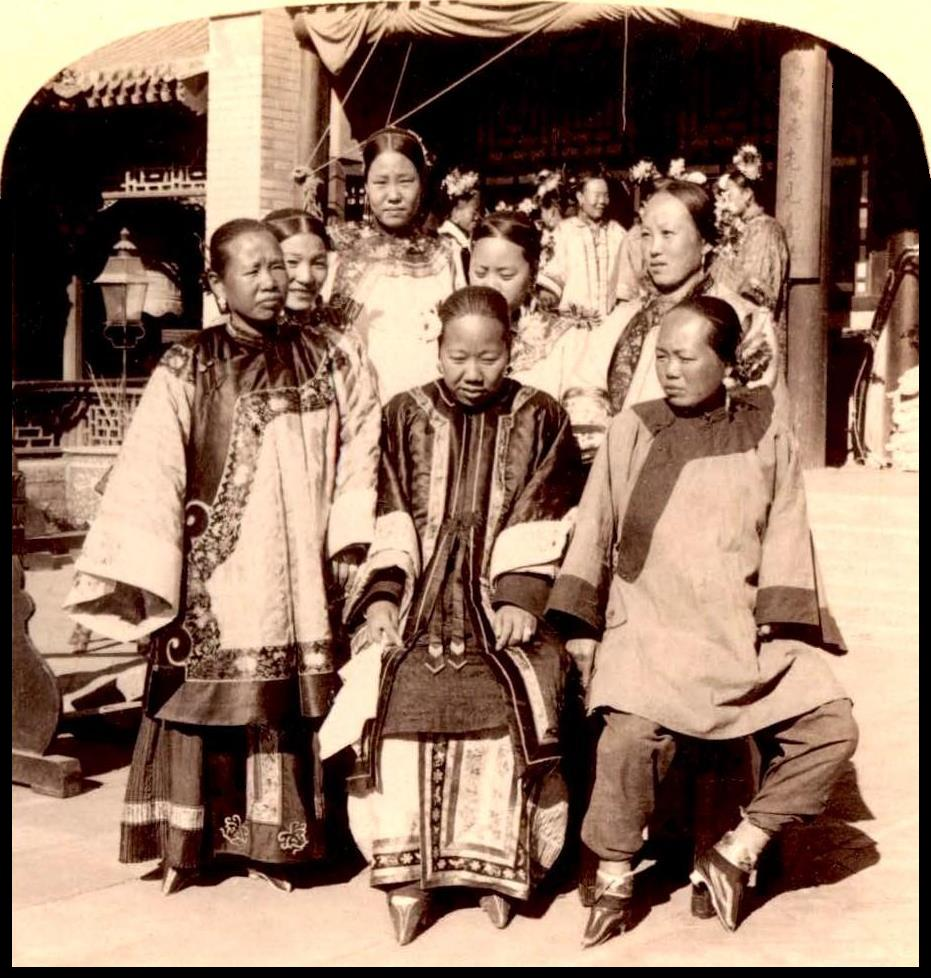
النساء الصينيات الثريات مع الأقدام الملزمة (بكين ، 1900). كان ربط القدم رمزا لقمع المرأة خلال حركات الإصلاح في القرنين التاسع عشر والعشرين.

بدأت الحركة النسوية في الصين في أواخر فترة تشينغ حيث أعاد المجتمع الصيني تقييم القيم التقليدية والكونفوشيوسية مثل ملزمة القدم والفصل بين الجنسين، وبدأ في رفض الأفكار التقليدية المتعلقة بالنوع الاجتماعي كإعاقة التقدم نحو التحديث. خلال إصلاح الأيام المائة في عام 1898، دعا الإصلاحيون إلى تعليم المرأة والمساواة بين الجنسين ونهاية ملزمة القدم. شكلت الإصلاحيات الإناث أول رابطة للمرأة الصينية، وجمعية لنشر المعرفة بين النساء الصينيات . بعد انهيار أسرة كينج، أصبح تحرير المرأة هدفاً لحركة الرابع من مايو والحركة الثقافية الجديدة. في وقت لاحق، اعتمدت الثورة الشيوعية الصينية تحرير المرأة كأحد أهدافها، وعززت مساواة المرأة، خاصة فيما يتعلق بمشاركة المرأة في القوى العاملة. بعد الثورة والتقدم في دمج النساء في القوى العاملة، زعم الحزب الشيوعي الصيني أنه نجح في تحقيق تحرير المرأة، ولم يعد ينظر إلى عدم المساواة بين النساء على أنه مشكلة.
اتسمت النسوية الثانية والثالثة في الصين بإعادة النظر في دور المرأة خلال حركات الإصلاح في أوائل القرن العشرين والطرق التي اعتمدتها الحركة النسائية من قبل تلك الحركات المختلفة من أجل تحقيق أهدافها. شككت النسويات في وقت لاحق في ما إذا كانت المساواة بين الجنسين قد تحققت بالفعل ، وتناقش المشاكل الحالية المتعلقة بالجنسين ، مثل التفاوت الكبير بين الجنسين في عدد السكان.

### اليابان
يعود تاريخ الحركة النسائية اليابانية كحركة سياسية منظمة إلى السنوات الأولى من القرن العشرين عندما دفع كاتو شيدزو إلى توفير وسائل منع الحمل كجزء من مجموعة واسعة من الإصلاحات التقدمية. ذهب شيدزو للخدمة في البرلمان الوطني بعد هزيمة اليابان في الحرب العالمية الثانية وإصدار دستور السلام من قبل القوات الأمريكية.

### النرويج
الأصول السياسية للنرويجية هي في حركة حق المرأة في التصويت. تعتبر كاميلا كوليت (1813-1895) على نطاق واسع أول نسوية نرويجية. نشأت من أسرة أدبية، وكتبت رواية وعدة مقالات عن الصعوبات التي تواجه النساء في وقتها، وعلى وجه الخصوص، الزواج القسري. كما عملت أمالي سكرام (1846-1905)، وهي كاتبة محايدة، كصوت المرأة.

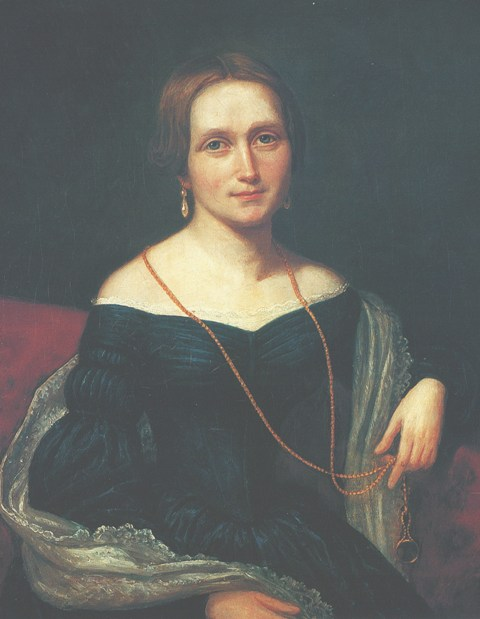
كاميلا كوليت

### بولندا

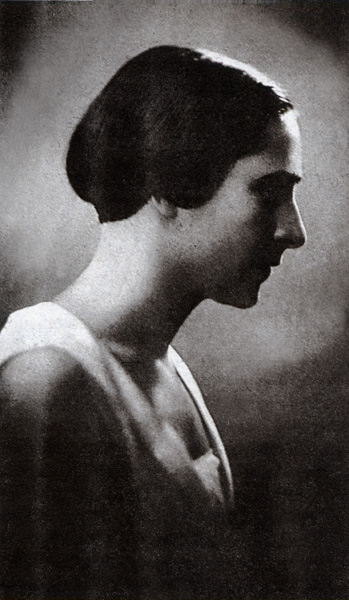
ايرينا كرزيويكا

وقد تم تطور الحركة النسائية في بولندا (إعادة إنشائها في العصر الحديث في عام 1918) والأراضي البولندية إلى سبع «موجات» متتالية.
نشأت الحركة النسائية الراديكالية في بولندا في عشرينيات القرن العشرين. ودعت الممثلات الرئيسيات لهن، إيرينا كرزيويكا، وماريا موروزوفيتش-سززيجبكوسكا، إلى استقلال النساء الشخصي والاجتماعي والاجتماعي عن الرجال. قام كل من كرزيويكا وتاديوس زيليسكي بالترويج للمشاركة في تربية الأبناء المخططة، والتربية الجنسية، وحقوق الطلاق والإجهاض، والمساواة بين الجنسين.
بعد الحرب العالمية الثانية، عززت الدولة الشيوعية البولندية (التي تأسست في عام 1948) بقوة تحرر المرأة في المنزل والعمل. ومع ذلك، خلال الحكم الشيوعي (حتى عام 1989)، كانت النسوية بشكل عام والنسوية للموجة الثانية بشكل خاص غائبة عمليا. على الرغم من أن النصوص النسوية قد تم إنتاجها في الخمسينات وما بعدها، إلا أنه كان يتم التحكم فيها وتوليدها من قبل الدولة الشيوعية. بعد سقوط الشيوعية، فرضت الحكومة البولندية، التي تهيمن عليها الأحزاب السياسية الكاثوليكية، حظراً قانونياً بحكم الواقع على الإجهاض. منذ ذلك الحين ، تبنت بعض النسويات استراتيجيات جدلية من الثمانينات من الحركة الأمريكية المناصرة للاختيار.

### المغرب
كانت بداية نشأة الحركة النيائية المغربية في الثلاثينيات من القرن العشرين، في عهد الاستعمار الفرنسي والإسباني، لكن الانطلاقة الفعلية للحركة النسائية المغربية كحركة مستقلة فكان في الثمانينيات. وكان هدف الحركة هو التأثير في بنية الأسرة المغربية والبنية الاجتماعية للمغرب، والدفاع والنهوض بحقوق النساء وكرامتهن، والمرافعة من أجل تحقيق المساواة بين الجنسين.

فاطمة مرنيسي

- كانت البداية مع جمعية أخوات الصفا سنة 1947 وهي جمعية كانت تابعة لحزب الشورى والاستقلال، غلب عليها الموروث الديني وأيضا ظرفية الاستعمار حيث كانت الأولوية النضالية هي استقلال المغرب. وطالبت هذه الجمعية بتعليم الفتيات؛ وفتح الأبواب للمشاركة السياسية للنساء، وتعديل قوانين الطلاق لتصبح أكثر إنصافًا للمرأة وإلغاء تعدد الزوجات
- وفي الأربعينيات تأسس الفرع النسائي لحزب الاستقلال للمطالبة بتوفير التعليم الثانوي للفتيات، والمساهمة في العمل السياسي، وأصلاح قانون الأسرة.[195]
- في الثمانينات أسست مناضلات ومناضلون من منظمة العمل الديمقراطي الشعبي مجلة 8 مارس النسائية سنة 1983ن والني تهدف إلى تغيير العقليات. وقد شكل ظهور أول عدد منعطفا حاسما في مسار الحركة النسائية وكانت تجربة صحفية متفردة ساهمت في تشكيل الوعي الحقوقي ببلادنا واستطاعت أن تستقطب أسماء من مختلف الحساسيات والتلوينات وهو ما لم تستطع أي حركة أخرى فعله. وشاركت في التحرير عائشة لخماس ولطيفة اجبابدي وفاطمة المرنيسي وزهور العلوي المدغري وحكيمة ناجي

## تاريخ القضايا النسائية المختارة

### النظرية النسوية

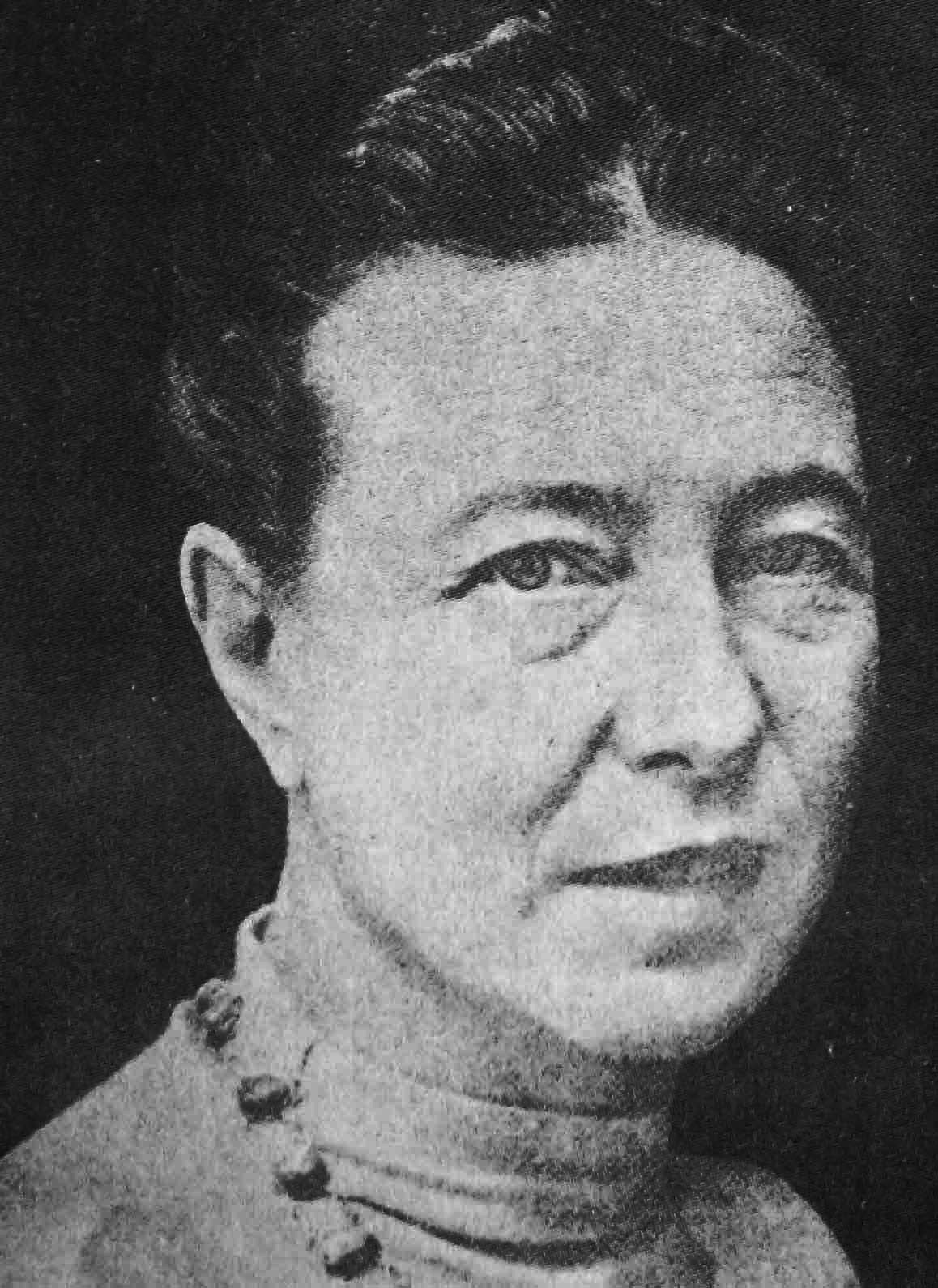
سيمون دو بوفوار

تميّز الجنسية ومؤرخة النوع الاجتماعي نانسي كوت (Nancy Cott) بين الحركة النسائية الحديثة وسلالاتها، ولا سيما الكفاح من أجل حق الاقتراع. تجادل أنّه في العقدين المحيطين بممر التعديل التاسع عشر لعام 1920، كانت الحركة النسائية السابقة تتعلق أساسًا بالنساء ككيانات عالمية، في حين أنه على مدى فترة العشرين هذه، أعطت الحركة الأولوية للتمييز الاجتماعي، والانتباه إلى الفردية، والتنوع. وتناولت القضايا الجديدة بشكل أكبر النوع الجنسي كنوع اجتماعي، وهوية جنسانية، وعلاقات داخل وبين الجنسين. من الناحية السياسية، كان هذا يمثل تحولا من المواءمة الأيديولوجية المريحة مع اليمين، إلى أخرى مرتبطة بشكل جذري مع اليسار.
في فترة ما بعد الحرب مباشرة، عارض سيمون دي بوفوار قاعدة «المرأة في المنزل». قدمت بعدًا وجوديًا للنسوية مع نشر كتاب Le Deuxième Sexe (الجنس الثاني) في عام 1949. وفي حين كانت ناشطة أقل من الفيلسوف والروائي، إلا أنها وقّعت على إحدى بيانات حزب الحركة من أجل حرية المرأة.
ترافق ظهور النشاط النسوي في أواخر الستينيات مع أدب ناشئ لما يمكن اعتباره قضايا مرتبطة بالأنثى ، مثل القلق على الأرض والروحانية والنشاط البيئي. مقارنة بتفاؤل نظرائهم من الإناث، الذين يساهمون تم تجاهلها بشكل كبير من قبل المؤرخين الاجتماعيين في تلك الحقبة.